# L'Assiette au beurre
Vous lisez un « bon article » labellisé en 2016.

Affiche publicitaire (1901) par Eugène Cadel.

L’Assiette au beurre est un magazine satirique illustré français ayant paru de 1901 à 1936. La publication est hebdomadaire et continue jusqu'en 1912. Après une interruption, une deuxième série est publiée mensuellement de 1921 à 1925, puis décline et disparaît définitivement en 1936.
Dans sa première période, L'Assiette au beurre est une revue innovatrice sur le plan graphique, notamment par le choix d'illustrations en pleine page et la dévolution de numéros entiers à un thème unique, voire à l’œuvre d'un seul artiste.
Elle rassemble certains des meilleurs illustrateurs européens à une époque où, par conviction politique, des artistes délaissent l’œuvre unique pour se tourner vers l'imprimé. Tirant parti de la carte blanche qui leur est laissée, ces artistes y critiquent avec une grande liberté de ton le militarisme, le colonialisme, le cléricalisme, le féminisme et les conditions de travail.
Proche, à ses débuts, de la sensibilité anarchiste, L'Assiette au beurre n'est cependant pas une revue militante, même si, entre 1905 et 1911, elle s'engage nettement sur le plan politique, notamment contre le colonialisme.
Ayant publié près de 10 000 dessins produits par environ 200 dessinateurs, elle constitue un précieux témoignage iconographique sur la Belle Époque.

## Description
Dans un texte à valeur « programmatique » publié dans le septième numéro du 16 mai 1901, Samuel Schwarz précise ainsi ce qu'il estime être l'avantage compétitif de son périodique : 

« Au lieu de suivre l'exemple de certains journaux et de nous contenter de varier la couleur de notre couverture, nous a[v]ons résolument pris le parti de paraître dans l'ensemble sur papier de couleur qui variera suivant les numéros [...] Nous désirons, qu’au bout de l’année, la collection de L’Assiette au beurre constitue une véritable histoire artistique de tous les progrès réalisés, tant par l’art de l’imprimeur que par celui du graveur et du papetier. Est-il besoin d’ajouter que L’Assiette au beurre dépassant le point de vue même de l’art se consacrera à la défense sociale ? Nous sommes, en effet, arrivés à ce tournant de l’histoire où il est du devoir d’aborder de front, particulièrement dans un journal qui s’adresse aux penseurs et aux artistes, la question sociale sous ses aspects les plus divers. »

La maquette traduit ce projet. Elle distingue la revue des « feuilles humoristiques » comme Le Rire ou Le Sourire, dont Christian Delporte souligne la profusion à l'époque en France et même, dans un registre plus proche, du Cri de Paris : chaque numéro est édité en format album et comprend principalement — voire parfois exclusivement — des dessins et caricatures en bi- ou trichromie et en pleine (ou double) page (au lieu de quarts de page plus courants), avec un minimum de 16 pages illustrées. Régulièrement, la réalisation d'un numéro sur un thème précis est confiée à un seul artiste, ce qui fait de cette livraison un véritable album. Des numéros spéciaux peuvent contenir jusqu'à 48 pages. Les images sont obtenues à partir de dessins originaux qui sont ensuite gravés suivant le procédé de la zincographie.
L'Assiette au beurre se caractérise ainsi par la « recherche d’une certaine qualité visuelle mettant en valeur un contenu essentiellement politique », grâce au recours aux « meilleurs dessinateurs de la Belle Époque ». En témoignent le slogan de la revue, « la plus artistique des revues politiques » ou cette publicité insérée dans un numéro de 1904 : « Pourquoi L’Assiette au beurre passe pour être le premier satirique du monde. Parce que L’Assiette au beurre a compris qu’on pouvait fort bien allier l’ART avec la SATIRE, sans faire avaler au public les images épinalesques ou les caricatures informes des journaux à gros tirage ». Anne-Marie Bouchard souligne à cet égard la capacité de la revue à rémunérer les dessinateurs, une pratique alors rare dans le milieu de la presse politique, qui permet à l'éditeur de « fédérer un ensemble d’individus, et ce en dépit de l’absence d’orientation éditoriale expressément affichée au-delà d’une volonté de « défense sociale » ». La rémunération des contributions suit un barème complexe, qui tient compte aussi bien de la notoriété de l'artiste que de la nature de la contribution, selon la taille de l'illustration et l'existence de prestations annexes, telle la composition typographique ou les légendes, et varie ainsi de 200 à 2 000 francs. Les artistes n'en considèrent pas pour autant leurs contributions comme correctement rémunérées,. Ce regroupement se fait sur la base de ce que Serge Fauchereau décrit comme un programme minimum, le mécontentement de l'état de la société et la critique des responsables présumés, en particulier « ces trois parasites, le prêtre, le juge, le soldat », qui fédère des artistes que l'affaire Dreyfus avait opposés, tels les dreyfusards Hermann-Paul et Ibels et les anti-dreyfusards Forain et Caran d'Ache. Il rassemble des artistes qui « pour la plus grande partie » sont nés entre 1874 et 1879, tels Camara, Cappiello, Carlègle, Delannoy, Florès, Galanis, Grandjouan, Naudin ou Poulbot, à côté de quelques « maîtres » comme Forain, Willette, Caran d'Ache et Steinlen, nés dans les années 1850, ou Vallotton et Jossot, nés durant la décennie suivante, et de nouveaux venus, des peintres « qui pratiquent le dessin satirique autant par conviction que par nécessité financière », tels Jacques Villon, Van Dongen, Soffici et Kupka Ce n'est cependant que dans les dernières années de la revue qu'ils seront rejoints par de plus jeunes gens, tels Marcoussis, Valensi ou Gris. Certains des dessinateurs de L'Assiette au beurre lui donnent l'essentiel de leur production dessinée, tels Grandjouan ou d'Ostoya, aucun d'entre eux n'en est un collaborateur exclusif. Quelques-uns parmi eux publient des dessins dans des journaux comiques, tels Jacques Villon, Roubille, Van Dongen, Marcoussis ou Juan Gris, tandis que d'autres artistes, tels Delannoy, Hermann-Paul, Grandjouan ou Jossot sont plus sensibles à la qualité du message et collaborent à des publications anarchistes ou anarchisantes.
Patricia Leighten note que L'Assiette au beurre est également un périodique « ouvertement propagandiste », s'adressant à la classe ouvrière et exprimant une sensibilité anarchiste dans le traitement des événements, à travers des thèmes principaux qui sont l'opposition au gouvernement, l'anticléricalisme, l'antimilitarisme, l'anticolonialisme et la critique de la police et des tribunaux. Pour cette historienne, Schwarz et plus tard Joncières « ont de nombreux amis dans les cercles anarchistes et sans aucun doute leurs propres positions politiques, mais le point de vue exprimé par les caricatures [de L'Assiette] n'est ni toujours le même, ni dirigé [...] Les deux éditeurs ont considéré leur publication comme une entreprise destinée à faire du profit, pas comme le véhicule de leurs propres idées (qu'elles aient été définies ou non) et certainement pas comme un journal « militant » ».
Selon Élisabeth et Michel Dixmier, il ne faut pas oublier que « L’Assiette au beurre était une affaire financière qui devait être rentable. Elle a toujours appartenu à des groupes de presse qui par ailleurs éditaient toutes sortes de journaux, revues, livres qui n’avaient aucun caractère politique ». Selon eux, si la revue a parfois « été amenée à prendre des positions voisines de l'extrême gauche, […] cela tient davantage à la liberté d'expression laissée à quelques dessinateurs engagés qu'à la poursuite d'une ligne politique précise ». Ils relèvent que Léon Bloy et André Salmon considéraient Schwarz comme un « industriel », André Salmon le qualifiant même de « marchand de papier qui eût vendu n'importe lequel », et, concernant Joncières, se limitent à rapporter que si, selon la fille de ce dernier, il « avait, depuis sa jeunesse, gardé un certain idéal de fraternité humaine, de justice », que son « milieu familial [était] attaché à des valeurs traditionnelles tant dans le domaine de l'art que dans celui de la politique ».
Selon André Laingui, « compte tenu de la personnalité des deux propriétaires successifs, il faut écarter l'idée que L'Assiette au beurre est un brûlot anarchiste. Et il ne serait sans doute pas inexact de penser que L'Assiette au beurre a défendu par hasard des idées socialistes [...] parce que ces idées étaient alors en faveur et que les meilleurs dessinateurs du temps — sauf Forain et Caran d'Ache — professaient de telles idées ».
En résumé, estime Anne-Marie Bouchard, « L'Assiette au beurre est libertaire dans les cadres financiers et politiques qu'implique la constitution d'une entreprise capitaliste viable ». Par conséquent, estime-t-elle, ces postulats « tendaient à éloigner esthétiquement la revue des publications de tendance anarchiste, tout en partageant néanmoins avec elles certains de ses illustrateurs » et considère comme significative « l'absence de texte détaillant les objectifs et les principes de la revue célébrée par les éditeurs comme un choix en faveur de la qualité esthétique de la satire ». Ce « manque de direction éditoriale explicite » est, pour Anne-Marie Bouchard, caractéristique « des médias capitalistes, dans lesquels les cadres éditoriaux ne se fondent plus sur la singularité d'une position ou d'une opposition politique, mais sur un statut économique, dont l'originalité se cristallise dans la loi de l'offre et de la demande ». Elle souligne à cet égard que Jossot est « renvoyé » en 1904 après que plusieurs numéros qu'il avait conçus aient été particulièrement mal reçus et juge que « l'image dans L'Assiette au beurre est au centre d'une transformation du monde des médias par le biais de laquelle les structures d'édition capitaliste assurent le développement d'un fétichisme de l'image reproduite dans la revue devenue objet de collection ».

## Histoire

### La création deL'Assiette au beurre

#### Le titre

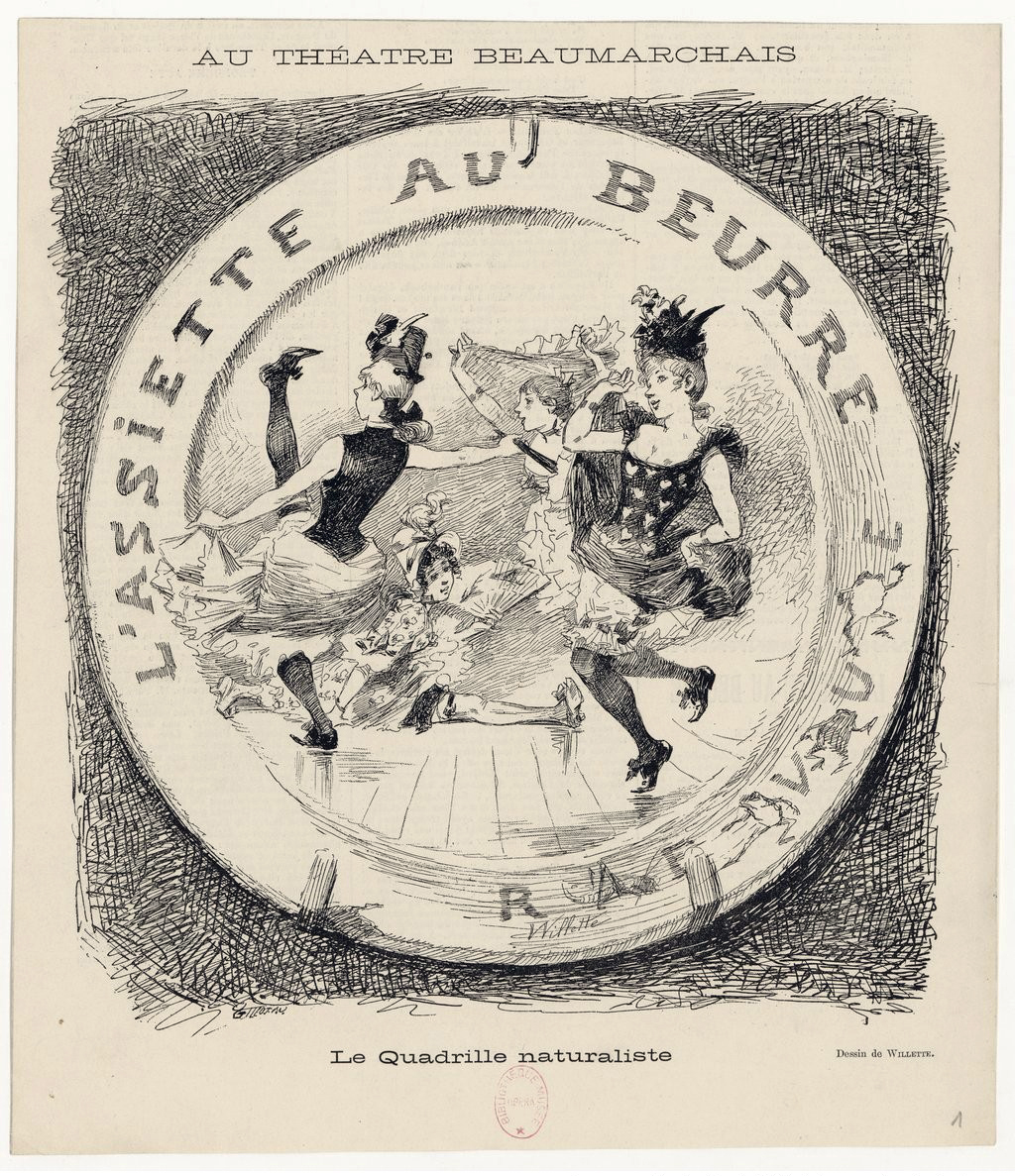
Le Quadrille naturaliste, dessin d'Adolphe Willette, 1885.

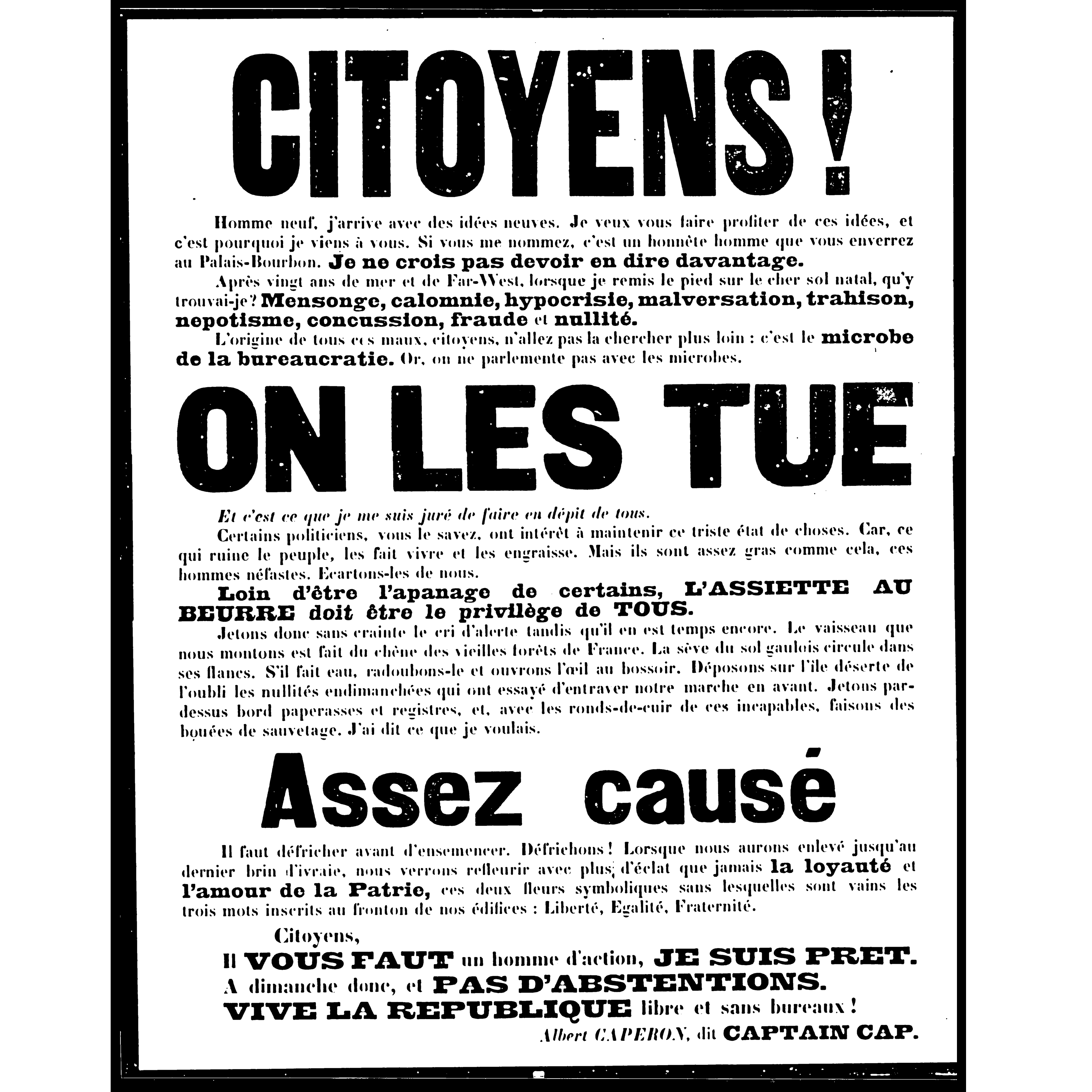
Affiche pour l'élection de la liste d'Albert Caperon, dont Alphonse Allais faisait partie (1893).

Vidocq donne en 1837 le terme « beurre » comme désignant en argot l'argent monnayé,. Durant la première moitié du XIXe siècle, cet emploi coexiste avec celui de « graisse » et d'« huile » pour le même usage, Alfred Delvau notant à propos de la mise en équivalence de l'argent et du gras que le peuple « sait que c'est avec cela qu'on enduit les consciences pour les empêcher de crier lorsqu'elles tournent sur leurs gonds ». Ces termes d'argot sont toutefois vieillis à la fin du XIXe siècle, Lucien Rigaud estimant en 1888 qu'ils « ne sont plus employés que par quelques vieux débris des anciens bagnes ». Quant à « l'assiette au beurre », Pierre Dupré fait remonter l'expression « probablement au premier quart du XIXe siècle ». Il note que dès 1831 une lithographie de Charlet a pour légende : « C'est toujours les mêmes qui tient l'assiette au beure »  [sic] et signale également qu'en 1871, Jules Perrin chante aux Ambassadeurs une chanson de Paul Burani sur une musique de Charles Pourny, dont le refrain est : « C'est pas toujours les mêmes / Qu'auront l'assiette au beurr'/Et allons y tout d'même/Au p'tit bonheur ». Pour Lucien Rigaud, en 1888, l'expression « avoir l'assiette au beurre » signifie « être un des heureux de ce monde [...], [avoir] toutes les jouissances que procure la fortune et celles que procure une haute situation ». Selon Georges Delesalle en 1896, « avoir l'assiette au beurre », c'est « être dans l'aisance, avoir sa grande part de chance », tandis que l'« accaparer » signifie « prendre tout pour soi ». Pour Charles Virmaître, en 1900, « avoir l'assiette au beurre », c'est « être au pouvoir, dans les honneurs, s'engraisser, s'arrondir la panse et s'enfler les poches », étant observé, précise cet auteur, que la chanson de Burani « n'a pas été prophète car, depuis vingt cinq ans que cette expression a cours, c'est toujours les mêmes qui ont la fameuse assiette, même la soupière ». Selon Reto Monico, l'expression désigne une « place lucrative », un « ensemble de privilèges des personnes au pouvoir » ou encore une « source de profit plus ou moins licite ». Elle est particulièrement employée pour désigner « le profit jugé indu, excessif » de politiciens accaparant le pouvoir, en dénotant souvent l'antiparlementarisme,,, dans le contexte de la Troisième République où les métaphores culinaires appliquées à la politique sont courantes. Ces aspects sont déclinés dans la revue-spectacle L'Assiette au beurre, un « quadrille naturaliste » lié aux Arts Incohérents et présenté en décembre 1885 sur la scène du théâtre Beaumarchais, dont le programme est illustré, dans un esprit typiquement montmartrois, par Choubrac et Adolphe Willette. En 1893, Alphonse Allais, membre de « la joyeuse bande du Chat noir », comme Willette, Steinlen, Forain et Caran d'Ache, prête au Captain Cap le programme électoral suivant : « Loin d’être l’apanage de certains, l’assiette au beurre doit devenir le domaine de tous ». Seize ans plus tard, Willette reprendra la même revendication humoristique en réclamant, en page deux du premier numéro de L'Assiette au beurre, « l'assiette au beurre pour tous ».

#### Samuel-Sigismond Schwarz

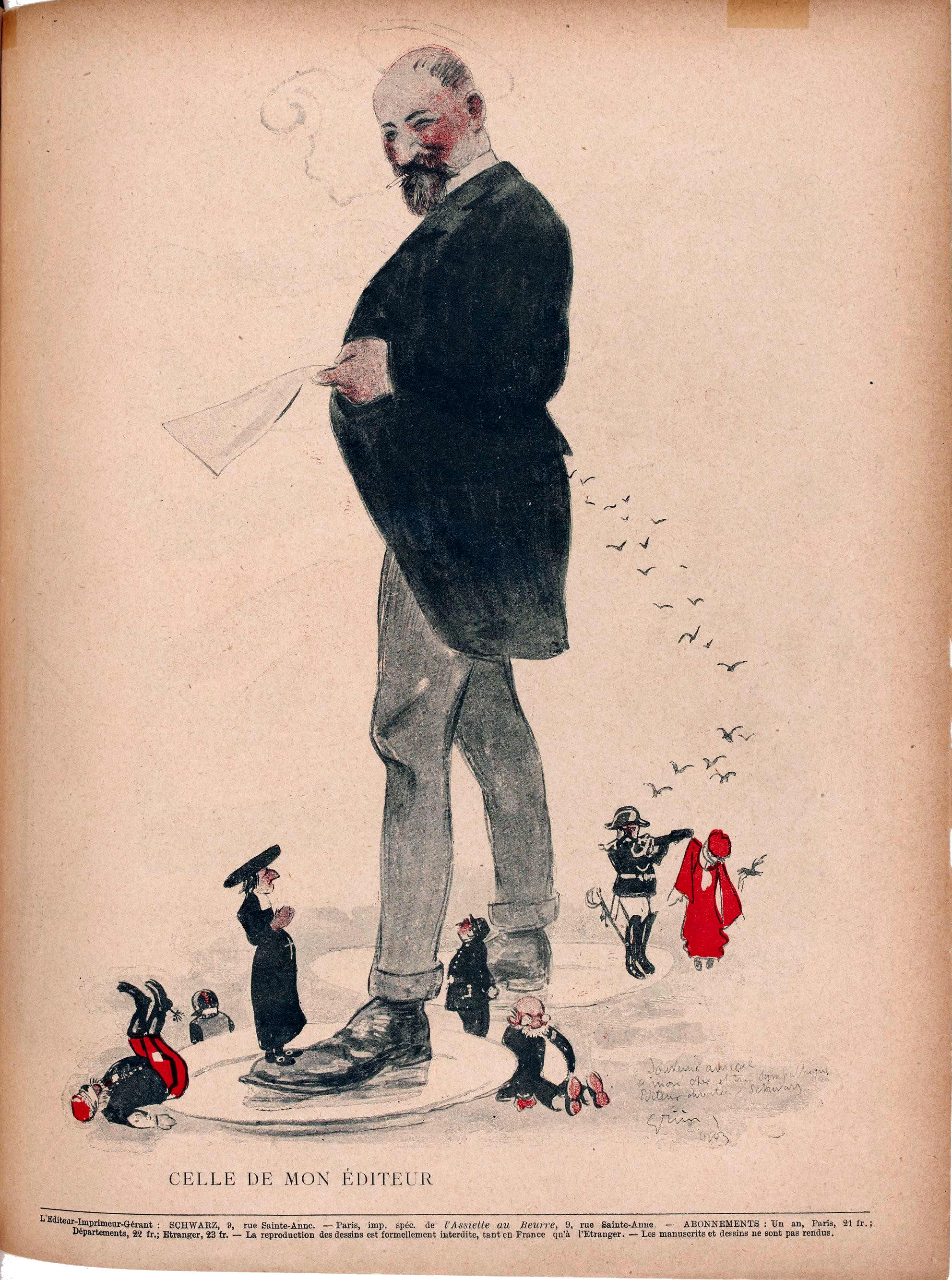
Samuel-Sigismond Schwarz par Jules Grün dans le no 104 du 28 mars 1903.

Samuel-Sigismond Schwarz, directeur et fondateur de la revue, est un immigré hongrois naturalisé français. Il arrive à Paris en 1878 et devient courtier en librairie. Il est, dès 1895, installé au 9 rue Sainte-Anne à Paris en tant qu'éditeur de romans paraissant en feuilletons. Il se spécialise dans la vente par abonnement des œuvres de Victor Hugo, pour laquelle il jouit d'un quasi-monopole, ainsi que dans la vente par livraison de romans populaires, toutes activités qui lui procurent de confortables revenus. L'engouement pour ce genre d'ouvrages déclinant, il s'oriente vers l'édition de journaux hebdomadaires illustrés et lance, avec des succès divers, sept à huit titres, dont les titres reflètent l'attente supposée du lectorat, parmi lesquels Le Frou-frou (où Picasso livre des croquis), Le Tutu, Le Pompon, des magazines assez légers, voire grivois et parfois antidreyfusards, ainsi que L'Art décoratif. À l'époque du lancement de L'Assiette au beurre, Schwarz est donc un éditeur spécialisé dans des périodiques illustrés légers ou utilitaires, manifestant peu d'ambition intellectuelle. En lançant « un journal hebdomadaire satirique illustré en couleur qui parlera sous une forme très mordante, très cinglante, des problèmes de la vie sociale actuelle, » il cherche avant tout à compléter son portefeuille de périodiques.

#### Le premier numéro
Le premier numéro de L'Assiette au beurre, sous-titrée « satirique, humoristique, hebdomadaire », parait, sans thème précis, le jeudi 4 avril 1901 au prix de 25 centimes. La couverture est illustrée par Steinlen. Titrée « Caisse de grève », elle fait sans doute allusion aux mouvements ouvriers de Montceau-les-Mines et à Pierre Waldeck-Rousseau, entre autres ministre de l'Intérieur. Willette signe ensuite une lettre illustrée qui joue sur l'expression « l'assiette au beurre ». S'adressant à Schwarz, Willette écrit sur deux pages et sous une forme manuscrite entrecoupée de vignettes illustrant l'histoire de l'assiette au beurre censée représenter la richesse des nations : « L'assiette au beurre pour tous ! Voilà bien une géniale, une généreuse idée, et l'insigne du Mérite agricole ne serait pas déplacé sur votre vaste poitrine ! [...] « L'assiette au beurre » pour un journal, n'est pas un titre ordinaire et me paraît aussi difficile à justifier que mettre du beurre en broche. »

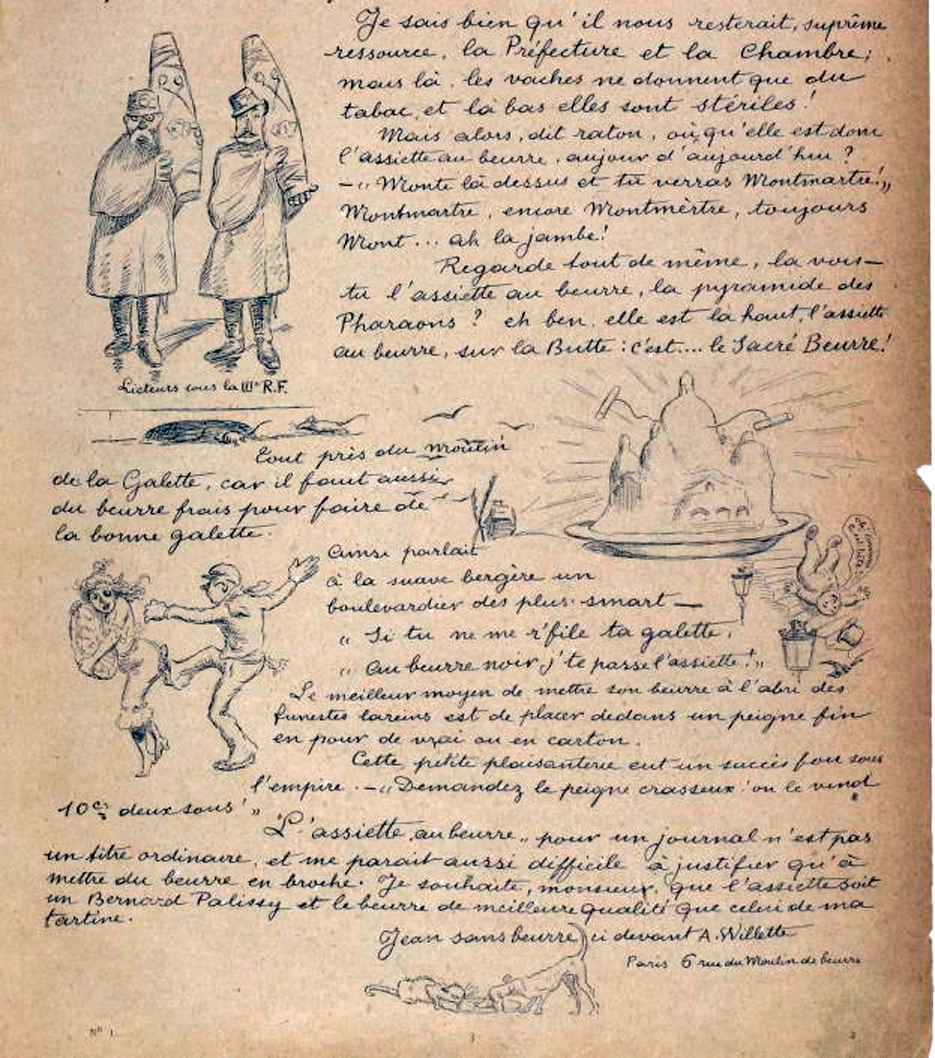
La fin de la lettre au Directeur de Willette dans le premier numéro de L'Assiette au beurre.

Un dessin de Jean Veber occupe ensuite une double page, suivie par des créations de Charles Léandre, Jossot, Steinlein, Jacques Villon, Charles Huard, Hermann Vogel, Jeanniot, Ibels, Kupka, Roubille, et Hermann-Paul en 4e de couverture. Peu de textes donc et aucun programme anarchiste, ce qui fait dire à Anne-Marie Bouchard qu'il « apparaît que le quasi-monopole de l’image dans L’Assiette au beurre constitue une pratique de presse visant à dépolitiser les images en dehors de tout discours » et la conduit à estimer que cette identité éditoriale « témoign[e] de la perte d’influence de la presse anarchiste dans la vie politique française au début du XXe siècle ». En revanche, le ton est férocement satirique et irrespectueux des institutions et des nantis ; cette tendance ira croissant.
Il est à noter qu'à ses débuts, L'Assiette au beurre ne contient aucun encart publicitaire mais seulement un tiré à part de 4 pages inséré dans l'album, mettant en valeur les productions périodiques et « littéraires » de Schwarz, notamment celles de La Bibliothèque générale qui lui appartenait également. Ici, avec ses quatre périodiques, Schwarz revendique « le plus gros tirage de la presse satirique et humoristique ».

### Développements

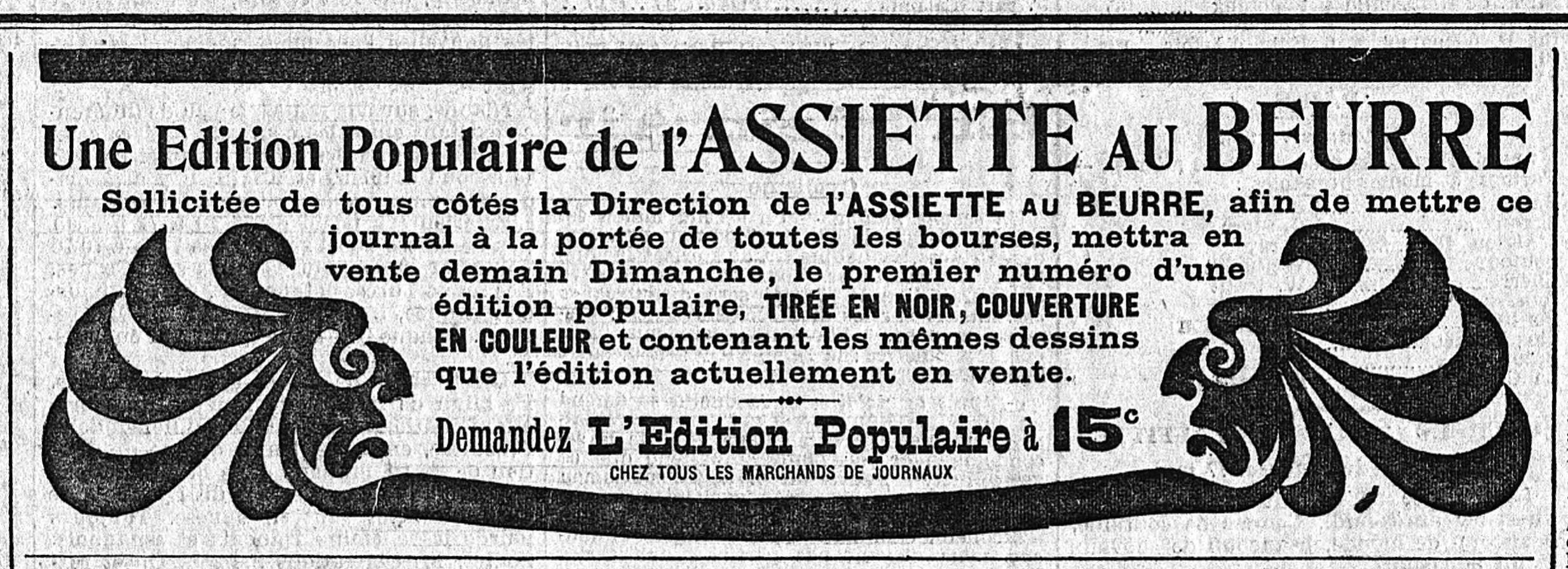
Publicité en mai 1901 dans L'Écho de Paris pour une expérience sans lendemain d'édition à plus bas prix, avec la seule couverture en couleur.

Dès ses premiers numéros, L'Assiette au beurre se caractérise par « une présentation très novatrice, au format 25 × 32 cm, sur seize pages en général, avec des dessins majoritairement en pleine page et, pour environ la moitié d'entre eux, imprimés en couleurs »,, la plupart des autres publications se contentant de mélanger vignettes, demi-pages et peu de pleines pages. Durant les deux premières années de parution, la pagination fluctue autour de 16 pages et le prix augmente de 25 à 40 centimes. Chaque numéro est ainsi composé d'environ 16 dessins, généralement à pleine page, et pour une bonne moitié en couleurs, le plus souvent accompagnés d'un texte bref. Le type et la couleur du papier sont également fluctuants et différentes solutions sont expérimentées.
À partir du no 4, la composition du titre sur la couverture évolue en fonction de l'actualité. Ces variations typographiques sont assez inhabituelles dans l'univers de la presse de cette époque, bien que précédemment, Cocorico ait ouvert la voie, un dessinateur s'y voyant confier la possibilité de détourner la charte graphique.

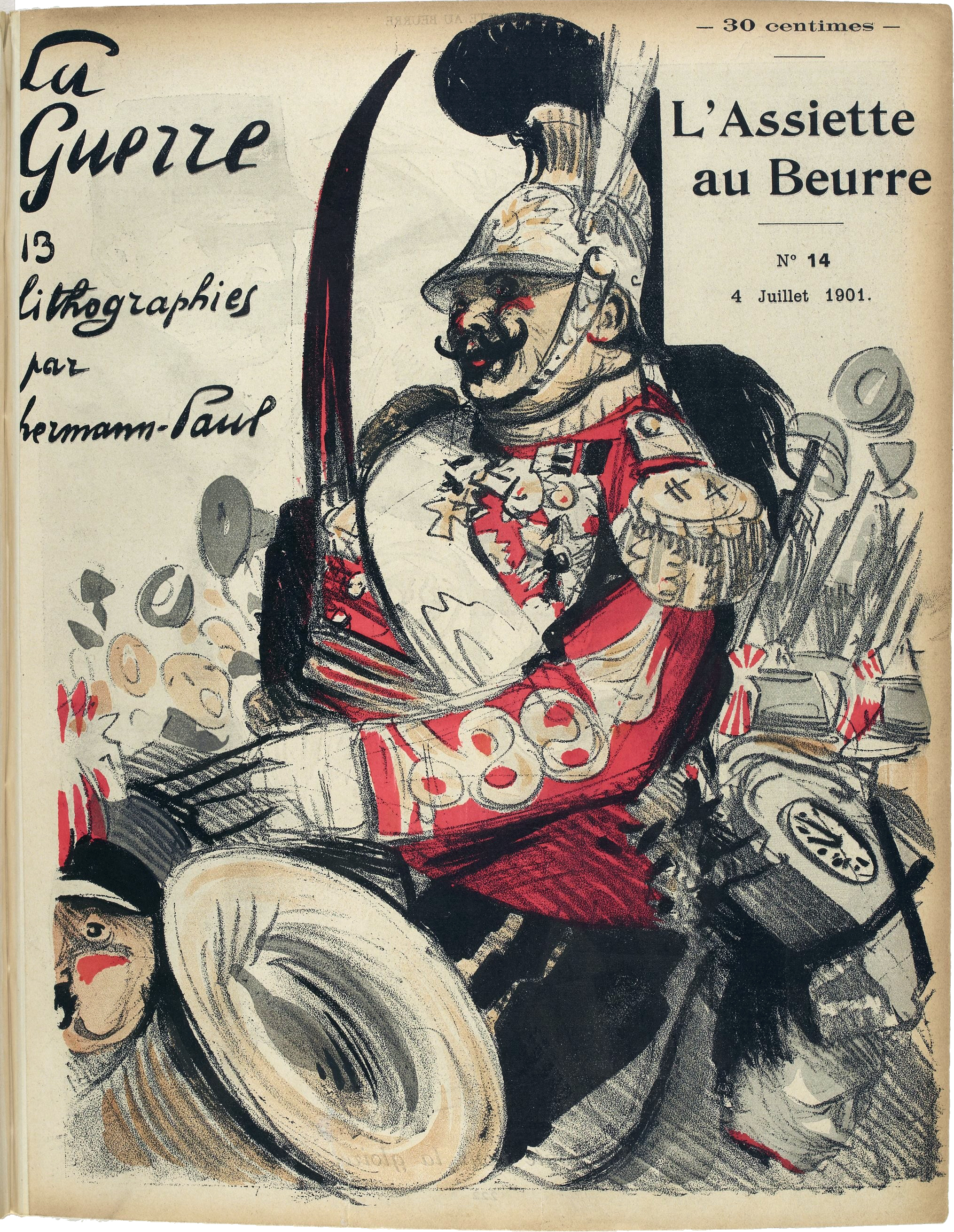
Couverture illustrée par Hermann-Paul du no 14, le premier numéro thématique, publié le 4 juillet 1901 et consacré à la guerre.

Avec le no 14, apparaît une autre « caractéristique véritablement distinctive » de la publication, la dévolution d'un numéro entier à un thème unique, en l'occurrence « La guerre », illustrée par 14 lithographies signées d'Hermann-Paul. Un premier numéro triple et hors-série, vendu 1 franc, sort en février 1902 et porte sur les « empoisonneurs patentés », avec une couverture signée Camara fustigeant le lait frelaté et l'alimentation industrielle. En décembre 1903, le journal commence à imprimer une « fausse » couverture sans images, permettant de se prémunir contre la censure, et du même coup, de proposer des annonces publicitaires au verso.

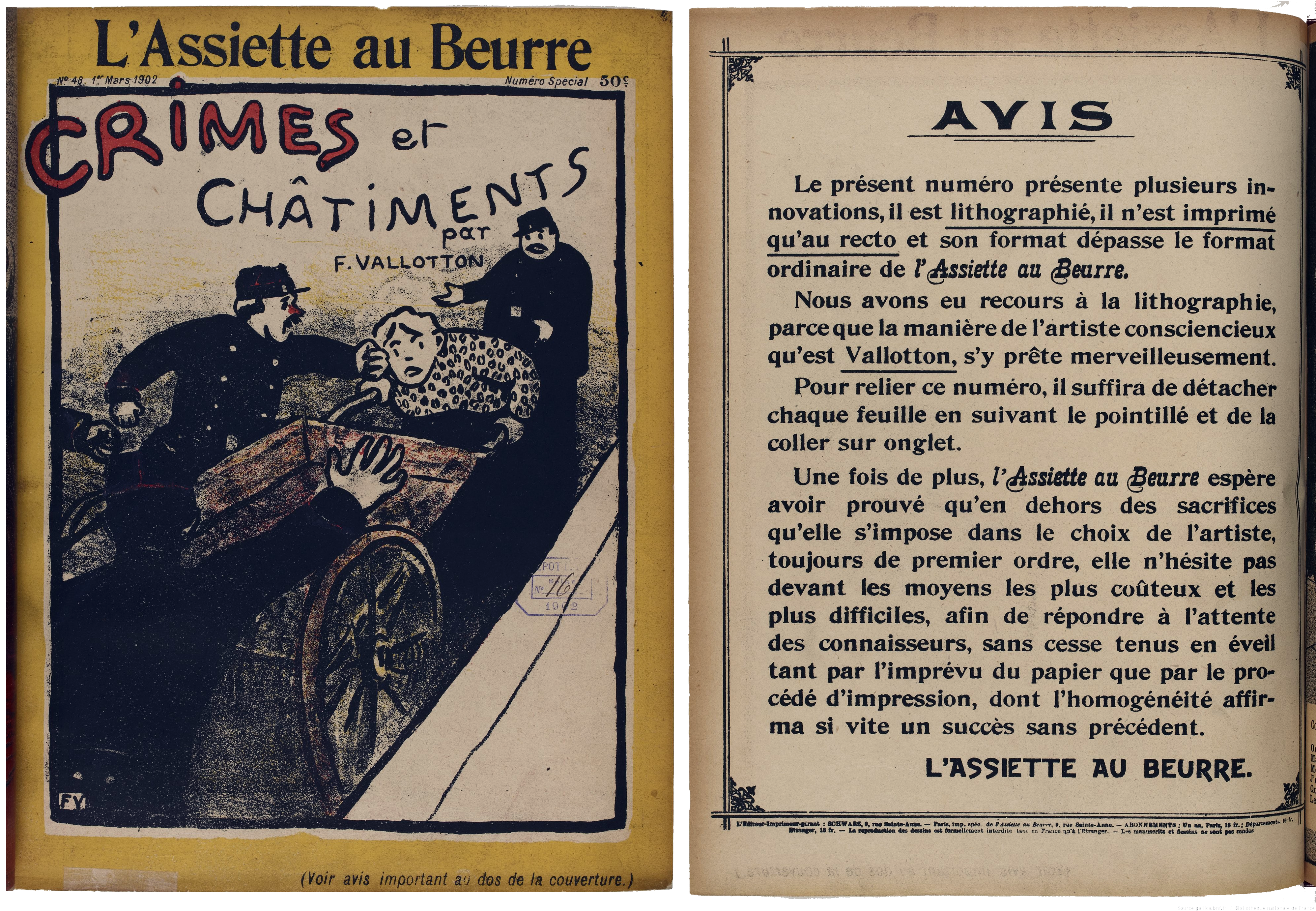
Première et dernière page du numéro spécial « Crimes et châtiments » publié le 1 mars 1902 et confié à Félix Vallotton. La publicité en dernière page souligne le recours à la lithographie. Nonobstant, la presque totalité des numéros de L'Assiette au beurre ont été imprimés par des procédés moins coûteux, tels que la typographie et la gravure ou photogravure sur zinc,
.

 L'un des numéros les plus surprenants sur le plan artistique est celui intitulé « Crimes et châtiments » publié le 1er mars 1902 et confié à Félix Vallotton. Il est composé de 23 lithographies détachables en suivant des perforations pointillées. Ces pages, imprimées uniquement sur une face, constituent un véritable album d'estampes sur le thème de la dénonciation des violences de l'ordre sécuritaire. Le prix de ce numéro exceptionnel est fixé à 50 centimes mais l'expérience ne sera que très peu renouvelée Le même mois de mars 1902, un numéro de 24 pages, non lithographié, est également mis en vente au prix majoré de 30 à 50 centimes.
Vers le milieu de la troisième année de parution, la maquette se stabilise et du no 125 (22 août 1903) à l'automne 1912, seuls trois numéros dépassent 16 pages, le prix passant de 40 à 50 centimes au cours de l'année 1904.

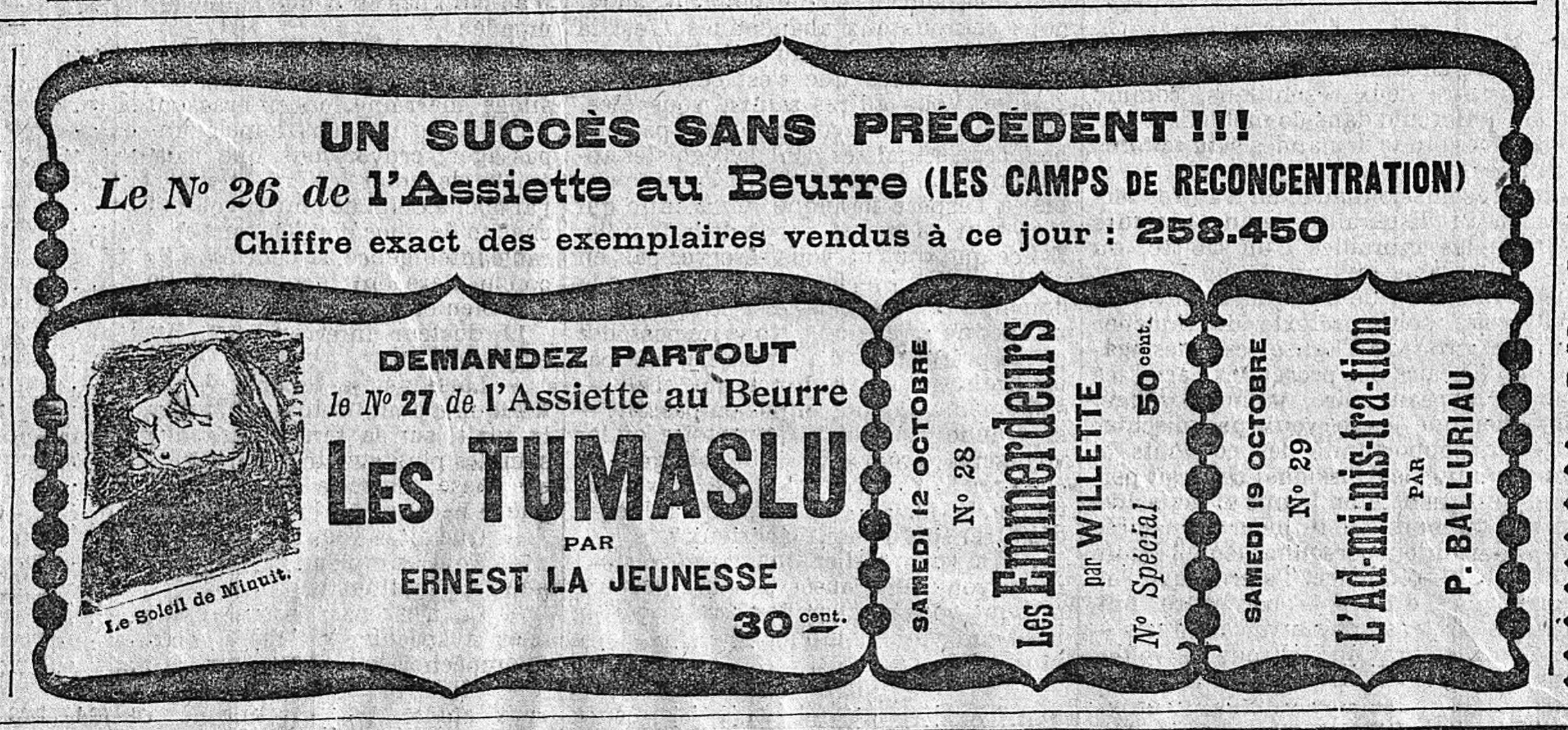
Publicité dans Le Figaro (5 octobre 1901).

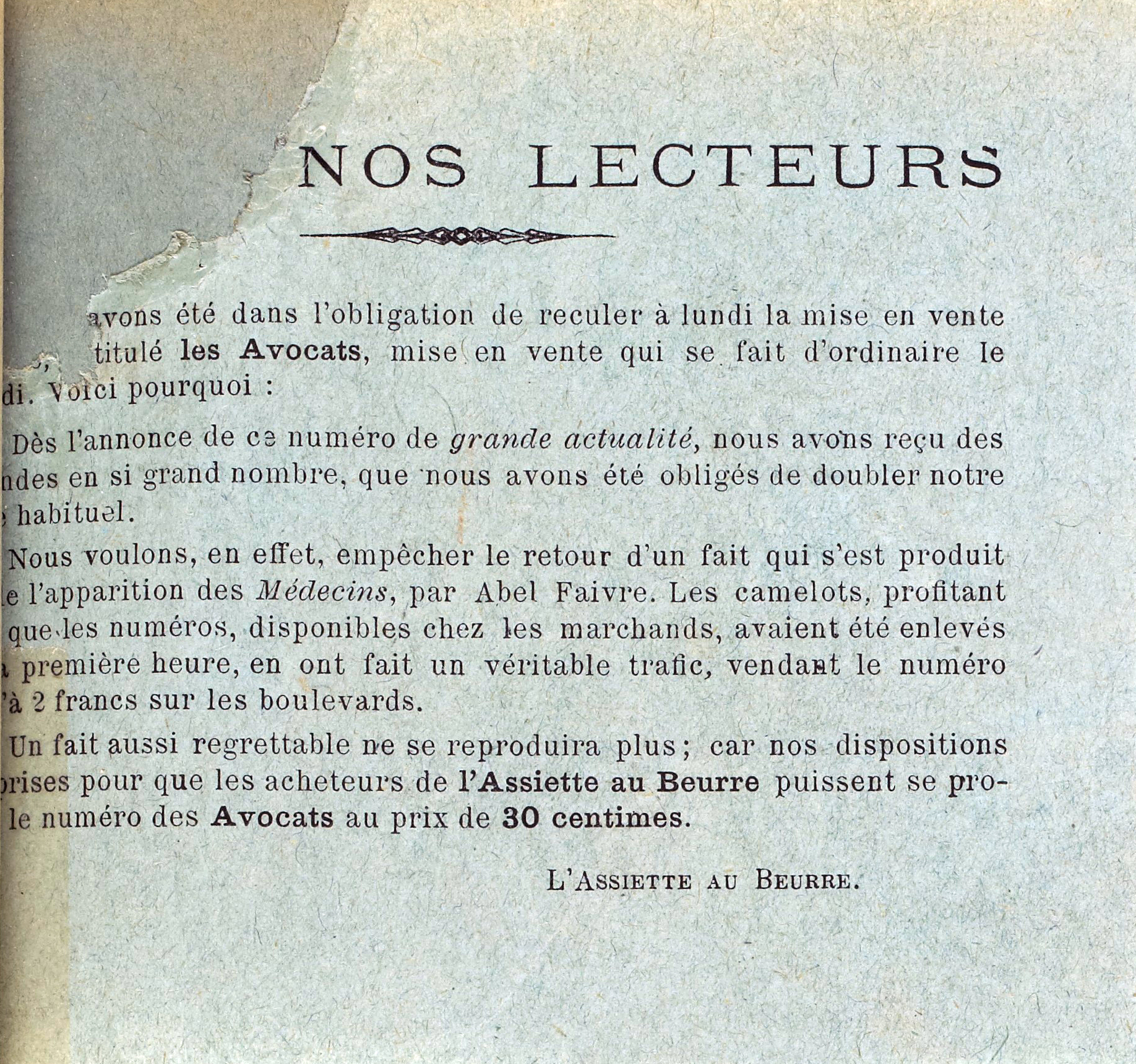
Encart du numéro hors série de 1902 témoignant du succès commercial.

Le niveau des ventes des premiers numéros, distribués par les Messageries Hachette dans toute la France et souvent mis en avant par les kiosques parisiens, se situe entre 25 000 et 40 000 exemplaires,. Le succès dépasse d'ailleurs les frontières. L'éditeur Schwarz se montre donc satisfait, son titre est rentable. En 1901, il enregistre même des ventes approchant les 250 000 exemplaires pour le numéro où figure la caricature censurée de Veber sur l'impudique Albion. Le lancement successif de plusieurs nouveaux titres met toutefois Schwarz dans une situation financière délicate. En mars 1902, il est placé en liquidation judiciaire. Le rapport du liquidateur, rendu en mai, montre que le passif est sensiblement supérieur à l'actif, une situation que Schwarz lui-même explique par « la création et le lancement de divers journaux et la mévente produite par suite de la création de journaux similaires ». Le rapport du liquidateur montrant que l'activité courante est rentable, les créanciers de Schwarz acceptent en septembre 1902 de créer la Société anonyme des journaux illustrés réunis, destinée à lui racheter ses actifs tout en lui laissant la direction. Le concordat est cependant refusé par le tribunal de commerce, qui met Schwarz en faillite en 1903. Ses actifs sont mis aux enchères et L'Assiette au beurre et Frou-frou achetés à bas prix par la Société anonyme des journaux illustrés réunis, qui compte désormais l'épouse de Schwarz parmi ses actionnaires, mais dont il quitte la direction.
Fin 1904, les deux titres sont cédés par cette dernière société à André de Joncières, héritier d'une importante fortune grâce à son mariage avec la fille d'un des principaux actionnaires de la Compagnie des compteurs à gaz. Ces péripéties juridiques ne sont toutefois pas annoncées aux lecteurs et ne se traduisent que par des modifications administratives sans incidence sur le contenu éditorial. Joncières conservera la propriété de la revue jusqu'en octobre 1912,. Moins impliqué que Schwarz dans la conception des numéros, il la délègue à un rédacteur en chef, Paul Perrin. la Nonobstant, selon sa fille, « un certain idéal de fraternité humaine, de justice humaine », Joncières est, tout comme Schwarz, un entrepreneur de presse et éditeur de romans populaires, et non un militant. Dans une lettre non datée à Francis Jourdain, Jules Grandjouan lui écrit que « L'Assiette fut acheté par un jeune fêtard désœuvré, riche, il était le gendre de l'inventeur du compteur à gaz ».

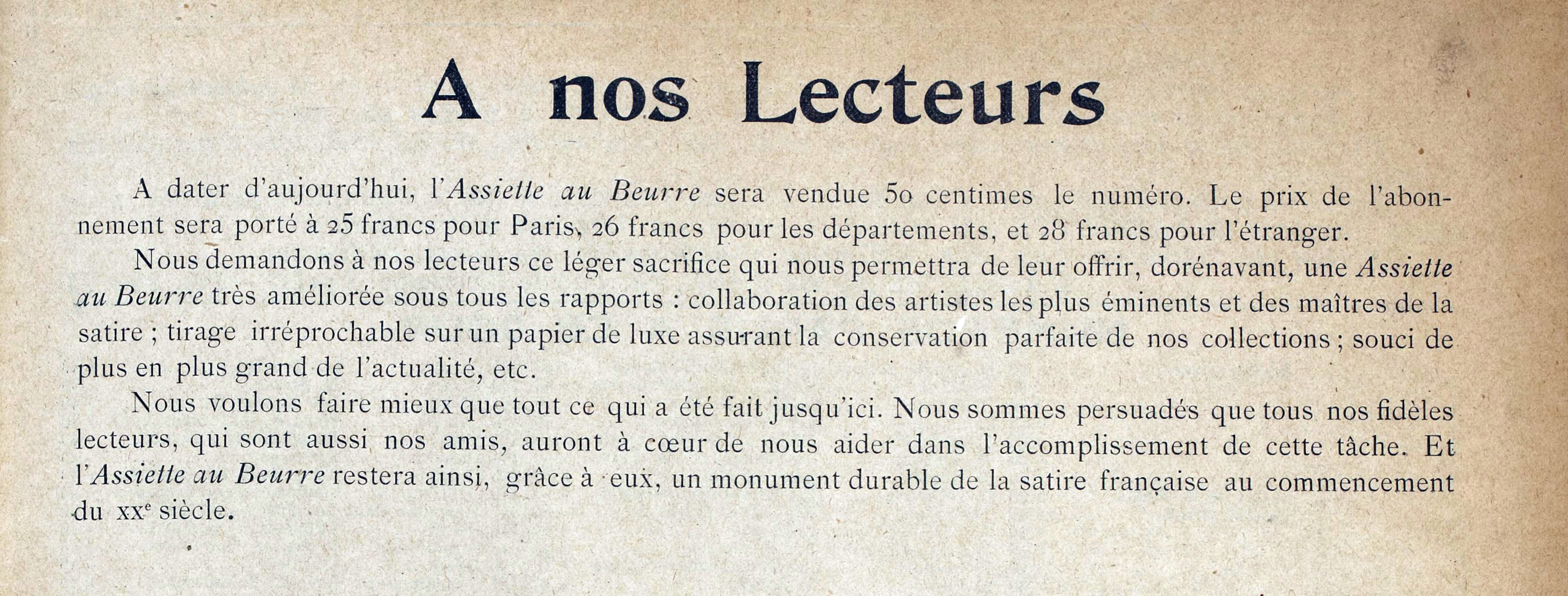
Avis aux lecteurs, 31 décembre 1904.

L'orientation de la nouvelle direction est précisée en décembre 1904 dans une annonce au lecteur pour justifier l'augmentation à 50 centimes du prix au numéro. Ce « léger sacrifice » demandé l'engage à produire une « Assiette au beurre très améliorée sous tous les rapports : collaboration des artistes les plus éminents et des maîtres de la satire ; tirage irréprochable sur un papier de luxe assurant la conservation parfaite de nos collections ; souci de plus en plus grand de l'actualité. » Joncières fait appel à un certain Paul Perrin, homme de lettres, pour le seconder. Il écrit également quelques articles et, en septembre 1908, témoigne en tant que « rédacteur en chef » lors du procès intenté contre le dessinateur Aristide Delannoy.

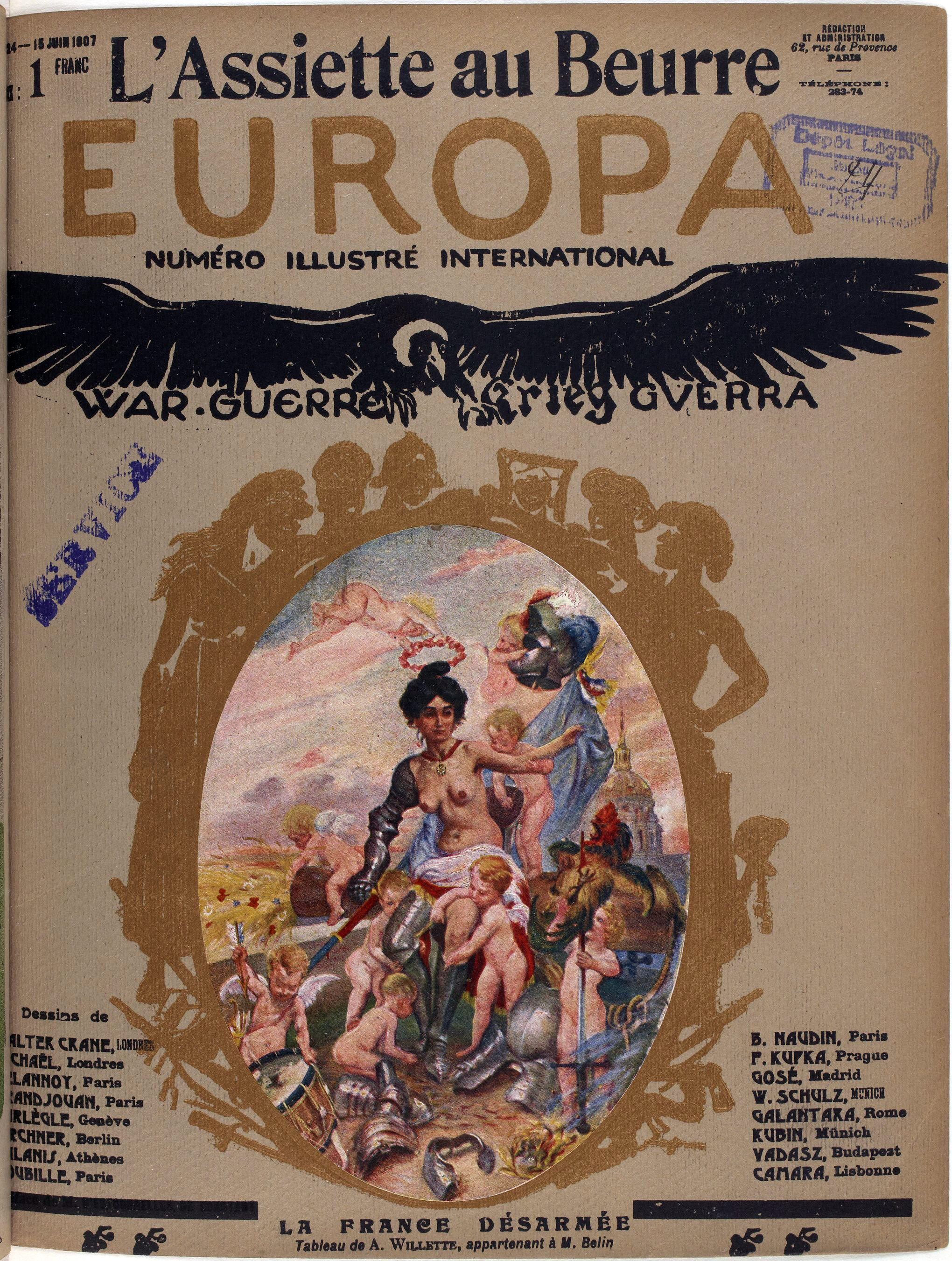
Couverture du no 324 (15 juin 1907).

Entre 1907 et 1912, Joncières ouvre sensiblement son magazine au lectorat étranger, via l'Internationale ouvrière et la CGT, les différents partis socialistes européens, proposant des numéros franco-allemands, franco-italiens ou franco-anglais, avec des légendes bi- voire quadrilingues, tel le no 324 du 15 juin 1907, titré « Europa, numéro illustré international War Guerre Krieg Guerra », auquel participent notamment Walter Crane et Alfred Kubin. De même, le 2 septembre 1911, le no 544 est consacré à la grève dans les chemins de fer anglais (en).

### Le déclin et une résurrection ratée

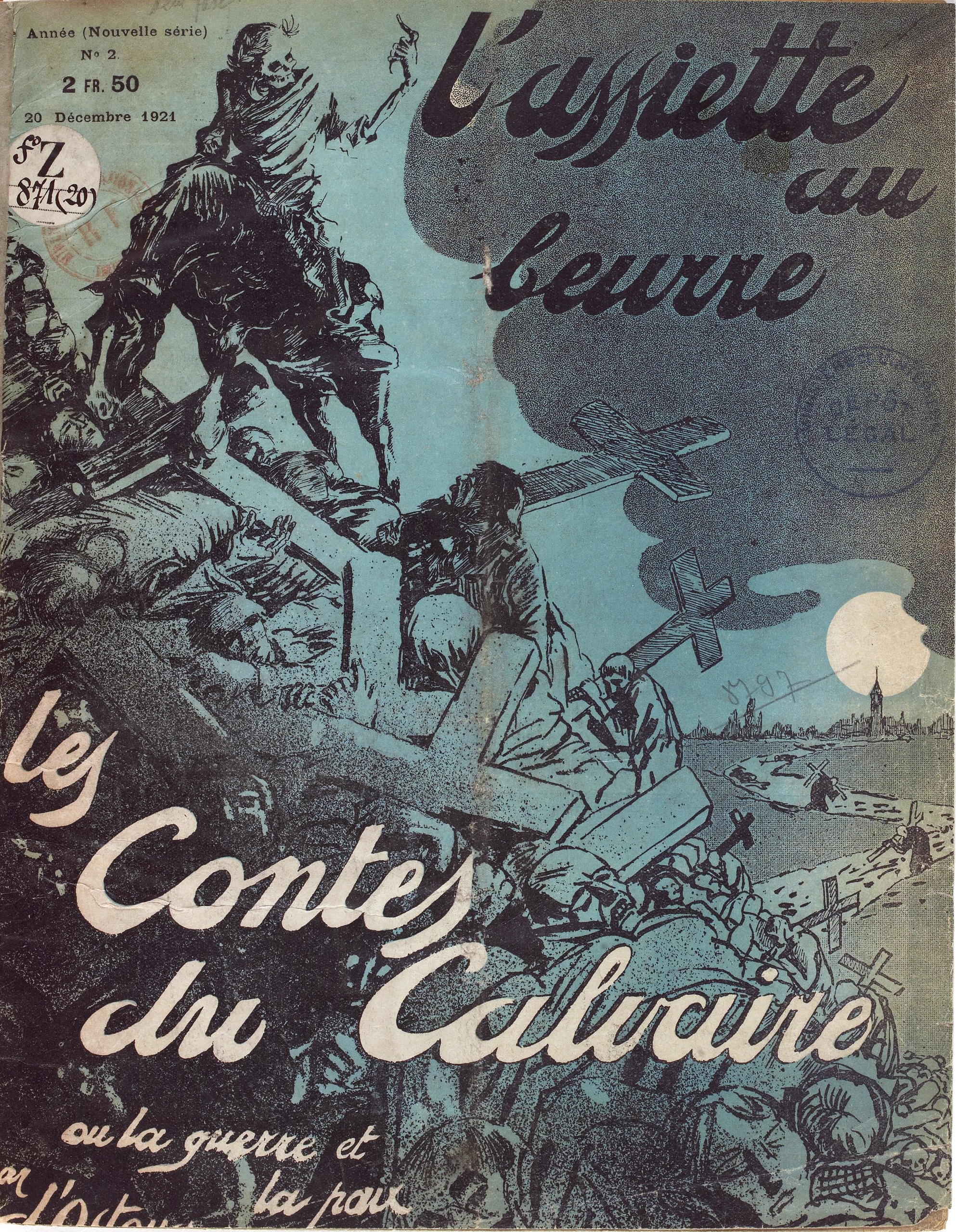
Couverture de Georges d'Ostoya pour le numéro de décembre 1921.

L'Assiette au beurre est un périodique exigeant d'un point de vue artistique, et son prix de revient est, dès le départ, sensiblement élevé. Dans les années 1910-1911, il accuse une baisse de qualité technique et artistique due à des ennuis financiers. Joncières consacre une partie de sa fortune à subventionner le journal pour maintenir le prix de vente à 50 centimes.
En 1911, Paul Perrin est remercié. Le magazine déménage rue du Rocher en des locaux plus petits et Joncières lance un appel de fonds discret à ses lecteurs via Le Frou-frou. Il y a moins de dessins et de couleurs. Les textes sont essentiellement rédigés par Henri Guilbeaux, qui a quitté Les Hommes du jour pour diriger L'Assiette, par Raoul Pélissier et un certain « Ludger » (pseudonyme de Joncières). Guilbeaux n'a pas la partie facile : il renonce au projet d'album de dessins signé Frans Masereel. En juillet 1912, la périodicité change, et devient bimensuelle, économies obligent. Le 15 octobre 1912 paraît le dernier numéro de L'Assiette au beurre (594), un mois s'est même écoulé depuis le 592. La première série compte 593 numéros sans compter les numéros hors-série, les numéros bis et les albums spéciaux, soit 600 livraisons en tout.
Joncières meurt en août 1920. Georges-Anquetil relance L'Assiette au beurre le 20 novembre 1921 dans une édition mensuelle avec une nouvelle numérotation. D'octobre 1925 à janvier 1927, Le Merle blanc, fondé par Eugène Merle, en fait son supplément littéraire.
Une troisième série commence en avril 1934, au moment de l'affaire Stavisky, sur grand format. Le troisième numéro, en mai, est sous-titré « satirique, illustré, pamphlétaire », jusqu'au douzième, sorti en avril 1936. On note la participation de dessinateurs comme Bogislas ou Étienne Le Rallic.
En 1943, un numéro destiné à la propagande antisémite et antibritannique est publié. Il détourne le no 119, « Vive l'Angleterre », en reprenant ses dessins mais en modifiant les légendes.

## Contributeurs du journal

### Des illustrateurs

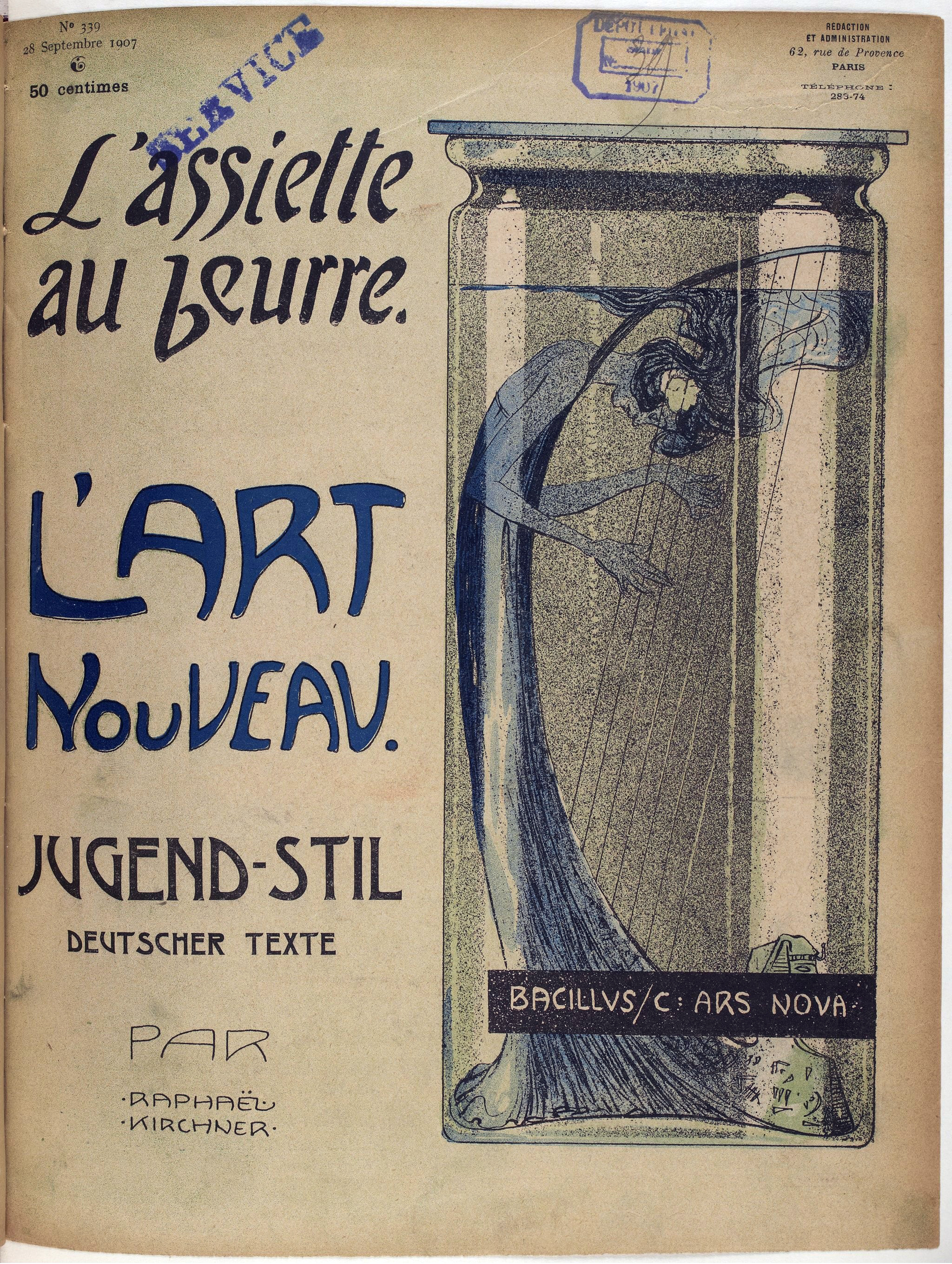
Couverture illustrée par Raphael Kirchner d'un numéro spécial de 1907 consacré à des artistes allemands.

L'Assiette au beurre est essentiellement un périodique d'illustrateurs : plus de 9 600 dessins ont été répertoriés exécutés par 216 artistes. Camara, Delannoy, Ricardo Florès, Galanis, Grandjouan, Hermann-Paul, Jossot, Georges d'Ostoya, Maurice Radiguet sont les plus prolifiques.
Selon Michel et Élisabeth Dixmier, s'il existe une nette différence entre les dessins de presse des années 1900 et ceux de la période 1870-1880, due notamment à l'influence du « trait japonais » et à l'évolution des techniques de reproduction, le style des illustrations de L'Assiette au beurre ne se distingue pas notablement de celles d'autres publications comparables, telles Le Rire ou Le Sourire, les auteurs y étant souvent les mêmes. C'est une revue d'art social et non d'art moderne, avec pour conséquence que les œuvres produites, investies d'une portée sociale, suivent des codes esthétiques correspondant à leur fonction et restent lisibles, compréhensibles et efficaces. Michel et Élisabeth Dixmier estiment qu'au total, le style des dessins reste à l'écart des mouvements picturaux novateurs, même si certains y ont contribué. Jacques Villon estime toutefois que « dans cette période, l'influence des journaux sur les arts fut considérable. Grâce à eux, la peinture se libéra plus rapidement de l'académisme; et Patricia Leighten, s'appuyant notamment sur ce propos, écrit que L'Assiette au beurre a été un lieu d'expérimentation visuelle influant en retour sur le travail pictural des peintres engagés socialement qui y ont participé. »
Comme le rappelle Kevin Robbins, « les plus grands et plus inventifs illustrateurs de presse de l'époque, tels le Tchèque František Kupka, l'Allemand Hermann Vogel, le Grec Démétrios Galanis, le Polonais Louis Marcoussis (Ludwig Casimir Markus), le Portugais Thomas Leal da Camara, l'Espagnol Juan Gris et le Suisse Félix Vallotton », ont apporté leur contribution à L'Assiette au beurre.
Plus de deux cents dessinateurs ont participé à L'Assiette au beurre, dont un tiers d'Européens venus se former à Paris ou exilés pour des raisons politiques, et cent trente d'entre eux ont réalisé au moins un numéro complet. La liste ci-dessous énumère les illustrateurs les plus notables de la revue jusqu'en 1912.
- Jack Abeillé
- Achard[N 24]
- Apa (es)
- Aroun al Rachid[N 25]
- Gil Baer
- Paul Balluriau
- Emmanuel Barcet
- Adrien Barrère
- Jacques Baseilhac
- René Baudichon
- Henri Bellery-Desfontaines
- René-Félix Berger
- Édouard-Alexandre Bernard
- Boby
- Ragnvald Blix
- Paul Bour
- Henri Boutet
- Maurice Boyer
- Georges Bruyer
- Léonce Burret
- Eugène Cadel
- André Cahard
- Camara
- Leonetto Cappiello
- Marcel Capy
- Caran d'Ache
- Juan Cardona
- Carlègle
- Georges Carré
- Léon Carré
- Carsten
- Chanteclair
- Jules Chéret
- Eugène Courboin
- Armand Coussens
- Édouard Couturier
- Walter Crane
- Georges d'Ostoya
- Jan Dědina
- Aristide Delannoy
- Maurice Delcourt
- Döes
- Kees van Dongen
- Noël Dorville
- Didier Dubucq
- Hector Dumas
- Géo Dupuis
- Charles Émile Egli
- Abel Faivre
- Pierre Falké
- Maurice Feuillet
- Florane
- Ricardo Florès
- Jean-Louis Forain
- Henry Fournier (Hy Fournier)
- Démétrios Galanis
- Gabriele Galantara
- František Gellner
- Charles Genty
- Géo-Dupuis
- Léon Georges
- Henry Gerbault
- Charles Gir
- César Giris
- Xavier Gosé
- Fernand-Louis Gottlob
- Henri Goussé
- Jules Grandjouan[N 8],[N 26]
- Juan Gris
- Jules Grün
- Albert Guillaume
- Guydo
- Carl Happel
- Lucien Haye
- Oswald Heidbrinck
- André Hellé
- Joseph Hémard
- Jules Hénault
- Hermann-Paul
- Eugene Higgins
- Georges Hillaireau
- Bernhard Hoetger
- Václav Hradecký
- Charles Huard
- Henri-Gabriel Ibels
- Illero
- Paul Iribe
- Charles-Boris de Jankowski
- Albert Jarach
- Pierre Georges Jeanniot
- Jehannet[87]
- Jossot
- Jou
- Paul Jouve
- Károly Józsa
- Raphael Kirchner
- Leó Kóber
- Alfred Kubin
- František Kupka
- Chas Laborde
- Jean Émile Laboureur
- Raymond de La Nézière
- Fabien Launay
- Charles Léandre
- Camille Lefèvre
- Georges Léonnec
- Alfred Le Petit
- Roberto Lewis
- Pierre Lissac
- Lubin de Beauvais
- Manuel Luque
- Louis Malteste
- Louis Marcoussis
- Lucien Métivet
- Georges Meunier
- Arthur Michaël
- Tony Minartz
- Henri Mirande
- Hector Moloch
- Louis Morin
- Valéry Müller
- Cesare Musacchio
- Nadar
- Bernard Naudin
- Marcel Noblot
- Manuel Orazi
- Edmond Marie Petitjean
- Hippolyte Petitjean
- Mario Pezilla[88]
- Rudolf Placek
- Jean Plumet
- Poulbot
- Vojtěch Preissig
- Benjamin Rabier
- Maurice Radiguet (Sidley)
- Carsten Ravn
- Georges Redon
- Raymond Renefer
- Albert Robida
- Maurice Robin[89]
- Rodo
- Auguste Roubille
- Samanos
- Francisco Sancha Lengo
- Édouard Saunier
- Simon Savignol
- Adolfo Scarselli
- Sigl
- Ardengo Soffici
- Steinlen
- Ludvík Strimpl
- Jehan Testevuide
- Paul Thesing
- Eveli Torent
- Miklós Vadász
- Henry Valensi
- Félix Vallotton
- Eugène Vavasseur
- Jean Veber
- Georges Villa
- Jean Villemot
- Jacques Villon
- Hermann Vogel
- Weal (Adrien Machaux, dit)
- Lucien-Henri Weiluc
- Jacques Wély
- David Widhopff
- Willette
- Édouard François Zier
- Zyg

### Des plumes
L'Assiette au beurre comprend, parfois, des textes signés d'écrivains, comme :
- Miguel Almereyda
- Henri Bachelin
- Émile Bayard
- Dominique Bonnaud
- Frères Bonneff
- Vladimir Bourtzeff
- André Dahl
- Jacques Dhur
- Anatole France
- Henri Guilbeaux
- Ernest La Jeunesse
- Octave Mirbeau
- Émile Pataud
- Gaston de Pawlowski
- Paul Poncet
- Jean Richepin
- Jehan-Rictus
- Camille de Sainte-Croix
- André Salmon
- Laurent Tailhade
- Jacques Yvel

## Thèmes

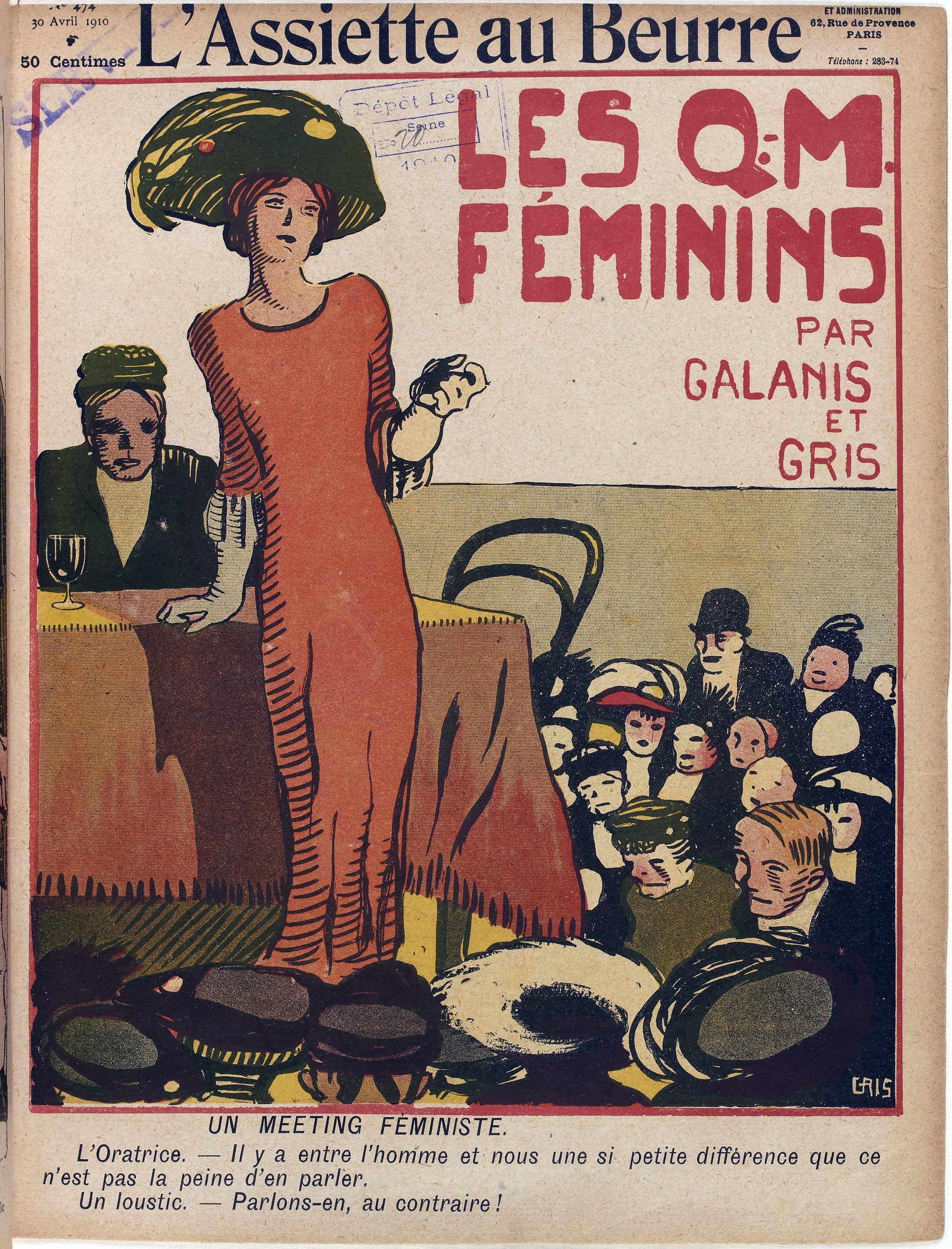
Couverture de Juan Gris pour le no 474 d'avril 1910 évoquant les Q. M., c'est-à-dire l'augmentation de 9000 à 15000 francs des indemnités parlementaires, votée en 1906,,.

L'hebdomadaire satirique, à tendance anarchiste et résolument transgressif, se moque de toutes les formes d'autorité sans jamais s'acharner sur une personnalité (un numéro fut d’ailleurs coordonné par Octave Mirbeau autour des « têtes de turc »). Chacun en prend pour son compte à travers des figures convenues, obéissant aux codes de la caricature fin-de-siècle : autocrates, riches, militaires, policiers, artistes et écrivains, scientifiques, académiciens, politiciens, prêtres et croyants, à travers des caricatures souvent féroces. Les questions politiques, à travers des dessins, parfois antisémites et souvent antimaçonniques et anti-impérialistes, sont également traitées. La ploutocratie est systématiquement attaquée. L'Assiette au beurre, qui a employé plus de deux cents artistes, se caractérise par son ouverture internationale (cf. le no 26). Des sujets de société, souvent tabous, figurent également dans L'Assiette au beurre : la peine de mort, la traite des enfants, la sexualité. Plusieurs numéros traitent du rôle des femmes dans la société, en particulier du féminisme et de la revendication du droit de vote pour les femmes, globalement considéré comme un mouvement de bourgeoises. Trois numéros y sont consacrés : « Quand les femmes voteront », en 1908, illustré par Grandjouan ; « Féminisme et féministes » en 1909, illustré par Bing et Sigl ; « Les Q. M. féminins » en 1910, illustré par Galanis et Gris. Un numéro de 1912,« Les Mesdam' Messieurs », texte écrit par Raoul Pellissier, illustré par Jils Garrine, est entièrement consacré aux lesbiennes. L'Assiette aborde aussi ceux de la vie quotidienne comme « L'argent », « Le gaz », « La police [et ses excès] », « L'alcool » ou « Paris la nuit », sans verser dans le misérabilisme (dont elle se moque d'ailleurs), tout en s'affirmant, parfois, pro-ouvriers (voire populiste).
Au total, les thèmes abordés, variables, peuvent être analysées selon un découpage en trois périodes :
- de 1901 à 1904, la revue est nettement orientée à gauche et anarchisante, sans toutefois formuler de réelles critiques à l'égard du gouvernement. L'approche est plus générale, centrée sur une critique de l'État, des valeurs bourgeoises, de l'Église et de l'injustice sociale[94] ;
- de 1905 à 1909, L'Assiette au beurre s'engage politiquement. Elle soutient la révolution russe de 1905 et la CGT, s'oppose au gouvernement Clemenceau, notamment sur le plan de l'anticolonialisme, tout en poursuivant les thèmes plus généraux de la dénonciation de l'injustice sociale et de l'anticléricalisme[94] ;
- de 1910 à 1912, l'orientation politique devient confuse. Bien que l'opposition au gouvernement demeure, des thèmes caractéristiques d'une opposition de droite apparaissent, tels le dénigrement du syndicalisme ou le reniement de la révolution russe de 1905. Si un nombre restreint de dessinateurs continue à soutenir le mouvement ouvrier, les dessins apolitiques sont plus fréquents. Dixmier et Dixmier notent une poussée d'« antisémitisme haineux » dans un numéro de 1909 et quatre numéros de 1911[95]. Plusieurs numéros de 1912 offrent un contraste entre des dessins anodins et des textes engagés à gauche, notamment ceux de Guilbeaux[94].

### Quelques numéros à thème

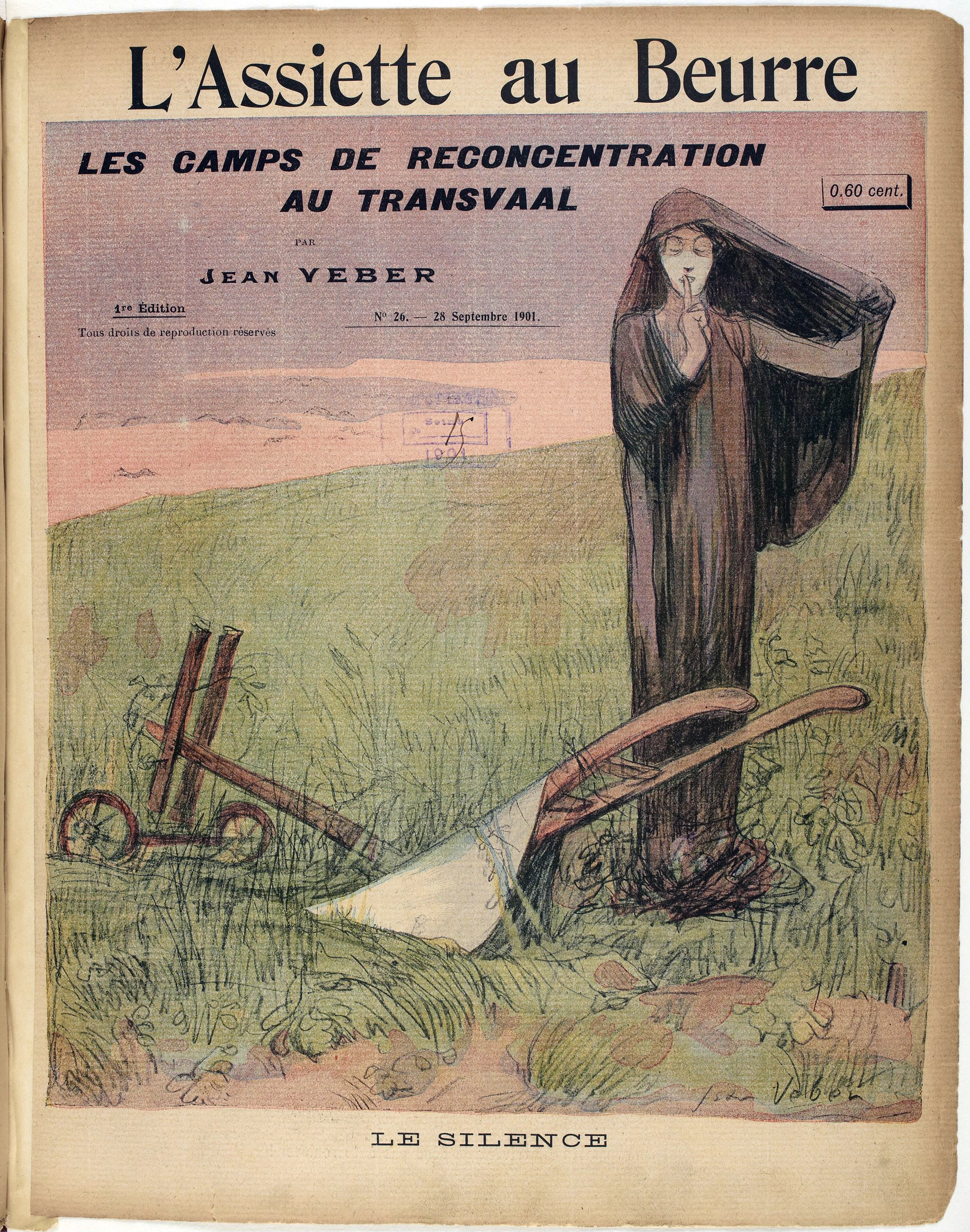
Couverture du no 26 du 28 septembre 1901 illustrée par Jean Veber.

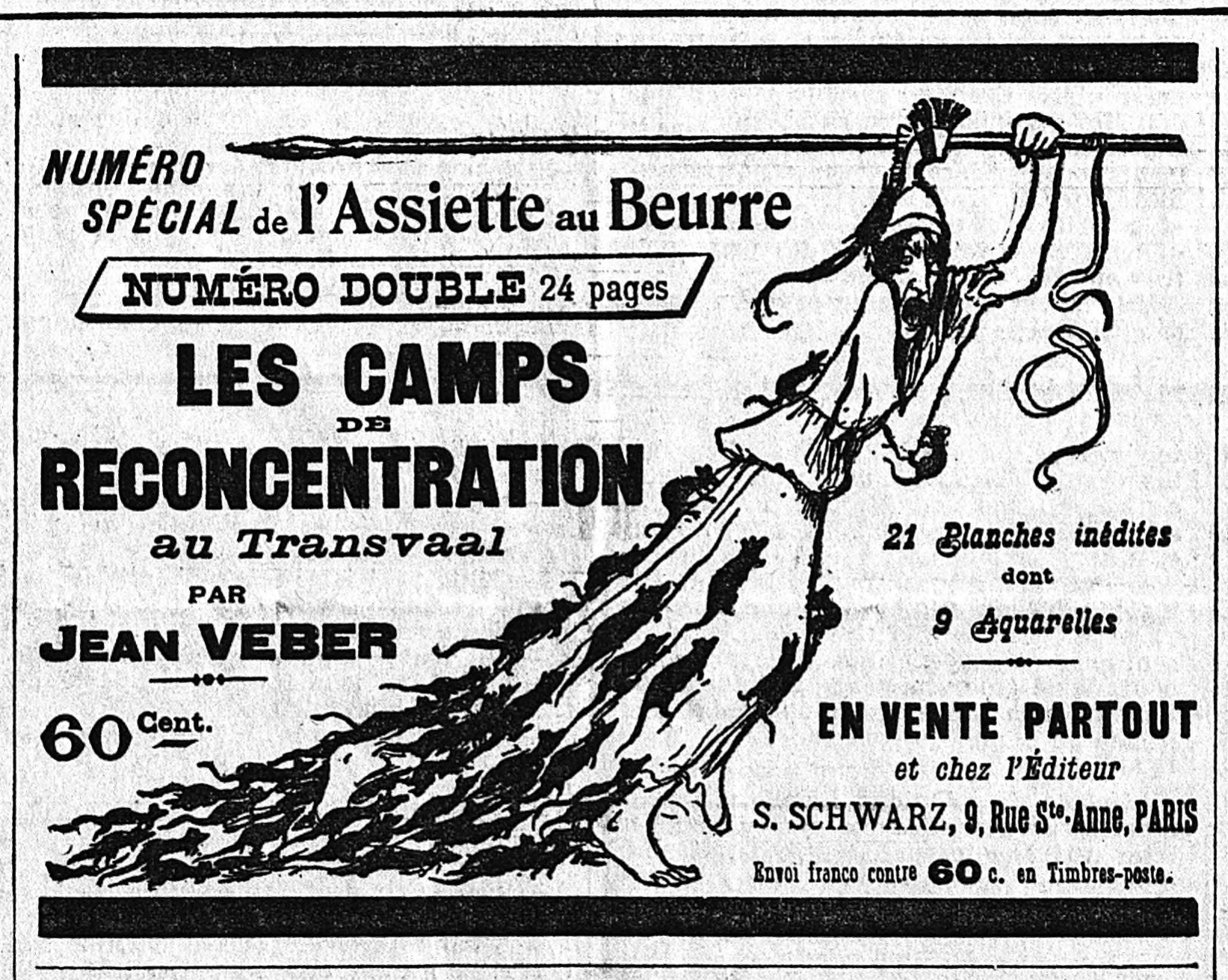
Publicité dans L'Écho de Paris, le 28 septembre 1901.

- no 26 : « Les camps de reconcentration au Transvaal », par Jean Veber, 1901[A 24].
- no 30 : « Petite histoire pour petits et grands nenfants » [sic], par Kees van Dongen, 26 octobre 1901[A 25].
- no 41 : « L'argent », par Kupka, 11 janvier 1902[A 26].
- no 42 : « Les tueurs de la route », par Weiluc, 18 janvier 1902[A 27].
- no 48 : « Crimes et châtiments », par Félix Vallotton, 1er mars 1902[A 8].
- no 88 : « Bêtes et gens », par Benjamin Rabier, 6 décembre 1902[A 28].
- no 101 : « Les Académisables », par Camara, 7 mars 1903[A 29].
- no 108 : « Esthètes », par Paul Iribe, 25 avril 1903[A 30].
- no 110 : « Colonisons ! L'Algérie aux Algériens », par Jules Grandjouan, 9 mai 1903[A 20].
- no 112 : « La police », par Camara, Jules Grandjouan, Georges d'Ostoya, Léon Fourment[N 31], Lengo, 23 mai 1903[A 31].
- no 156 : « Les refroidis », par Jossot, 26 mars 1904[A 32].
- no 162 : « Religions », par František Kupka, 7 mai 1904[A 33].
- no 173 : « Asiles et fous », par Aristide Delannoy, 23 juillet 1904[A 34].
- no 178 : « La graine », par Jossot, 27 août 1904[A 35].
- no 201 : « Le Tzar rouge », par divers dessinateurs dont Galanis, 4 février 1905[A 36].
- no 214 : « La grève », par Bernard Naudin et Jules Grandjouan, 6 mai 1905[A 37].
- no 263 : « La liberté », réalisé en partie avec des textes d'incarcérés « dans les prisons de la République » dont Roger Sadrin[96], 14 avril 1906[A 38].
- no 348 : « La prison de la Petite Roquette », texte de Miguel Almereyda, illustrations d'Aristide Delannoy[97], 30 novembre 1907[A 39].
- no 374 : « Zola au Panthéon », par Georges d'Ostoya, 30 mai 1908[A 40].
- no 389 : « L'enfance coupable », par Bernard Naudin, 12 septembre 1908[A 41].
- no 435 : « Le grand soir », texte d'Émile Pataud, illustrations d'André Hellé, 7 mai 1910[A 42].
- no 510 : « Promenade dans Paris, le Sacré-Cœur », 7 janvier 1911, composition non-signée[N 32],[A 43].
- no 552 : « Les Compensations », par Henry Valensi, 4 novembre 1911[A 44].
- no 568 : « Les mesdam'Messieurs », texte de Raoul Pellissier, illustrations de Jils Garrine, 2 mars 1912[A 45].

### Les hors-séries et suppléments

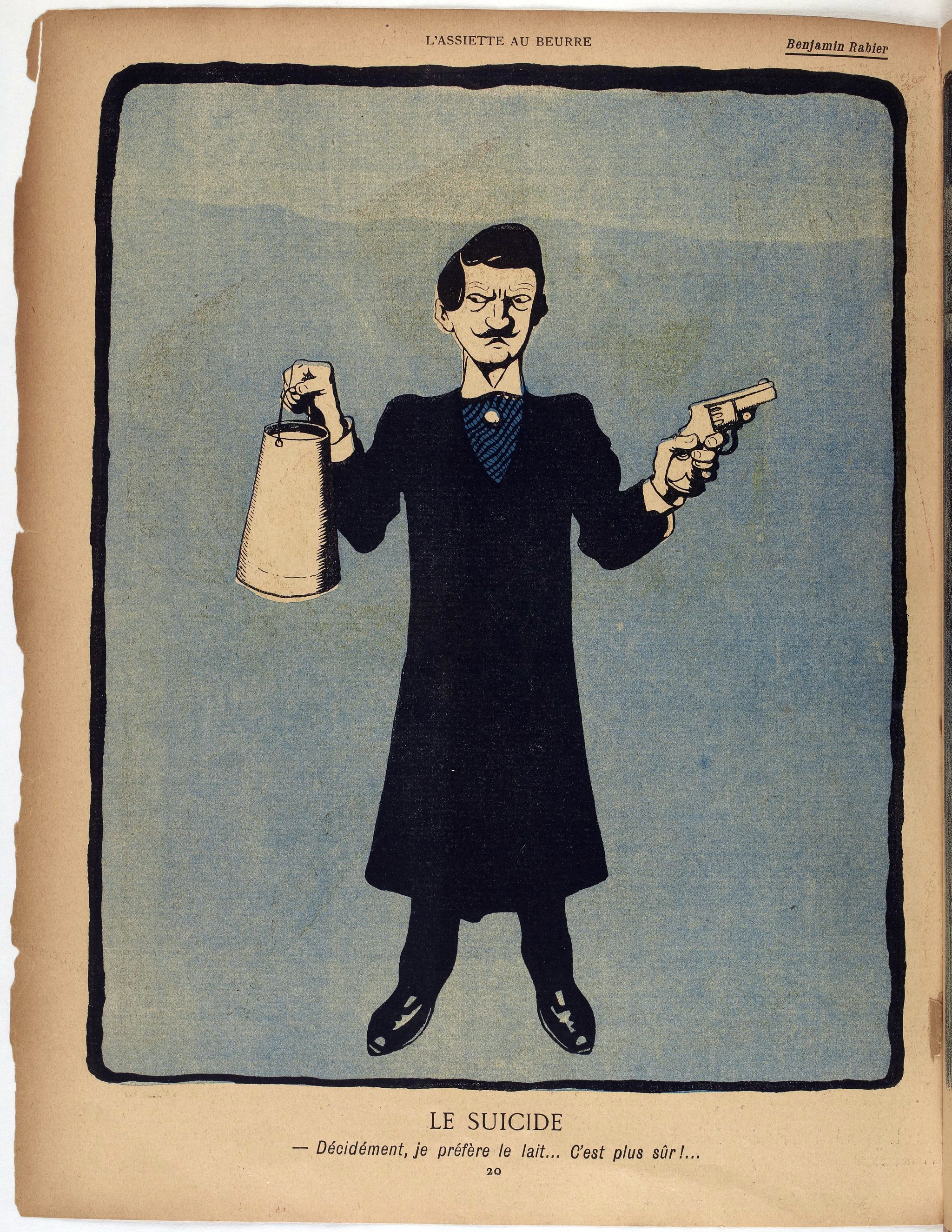
Planche de Benjamin Rabier pour le numéro hors série de 1901 sur Les Falsificateurs du lait.

- « Les Empoisonneurs patentés - Les falsificateurs de lait », 48 pages, 1901[A 46].
- « Le cas de M. Monis », no 7 bis, 8 pages, 21 mai 1901 par Willette[A 47].
- « Supplément littéraire [la guerre] »[N 33], no 14 [bis], 8 pages, 4 juillet 1901[A 48].
- « Tartines[N 34] de l'Assiette au beurre », 6 livraisons du 15 août au 19 septembre 1901, dirigées par Camille de Sainte-Croix et illustrées par Maurice Feuillet[N 35],[A 49],[A 50],[A 51],[A 52],[A 53],[A 54].
- « La Foire aux croûtes » par Paul Iribe et Ernest La Jeunesse, 32 pages, juin 1902 (entre les nos 62 et 63)[A 10].
- « Les Masques »[N 36], 8 numéros, du 17 février au 7 avril 1906[A 55],[A 56],[A 57],[A 58],[A 59],[A 60],[A 61],[A 62].
- « L'Almanach de l'Assiette au beurre », 1er décembre 1906, puis 1907, 1908.
- « Madame la Baronne et sa famille, l'arbre généalogique » par Maurice Radiguet, 1909[A 63].
- « Une page d'Espagne (L'assassinat de Ferrer) », 1909[A 64].
- « Le Grand Paon » par Maurice Radiguet et Galanis, 1910[A 65].

## Lectorat et répercussions
Le prix d'appel est relativement normal pour un hebdomadaire de cette qualité, soit 25 centimes (en moyenne, 4 fois le prix d'un quotidien non illustré) qui, selon la pagination, peut atteindre 60 centimes. Il est fixé à 30 centimes en mai 1901 puis à 50 centimes en 1905 quand Schwarz se retire. Le prix est alors jugé beaucoup trop élevé par certains, dont Jules Grandjouan, qui écrit à Joncières que, pour un lectorat qui se compose de « bourgeois humanitaires, libéraux, un peu sceptiques, mais foncièrement sensibles, (...) il est donc inutile et nuisible de faire de l’Assiette un journal nettement révolutionnaire. Le public à 10 sous ne sera jamais révolutionnaire. »
Ce support ne s'encombre pas de textes ou de longs développements théoriques. En étant principalement illustré, il s'adresse à un public éclairé, capable de déchiffrer l'ironie derrière chaque dessin. Son insolence, son mordant, son défi à toutes formes d'obédience répondent, à l'époque, à un sentiment diffus de ras-le-bol à l'égard des élites et des symboles d'autorité, mais aussi des discours politiques en général.

## La censure

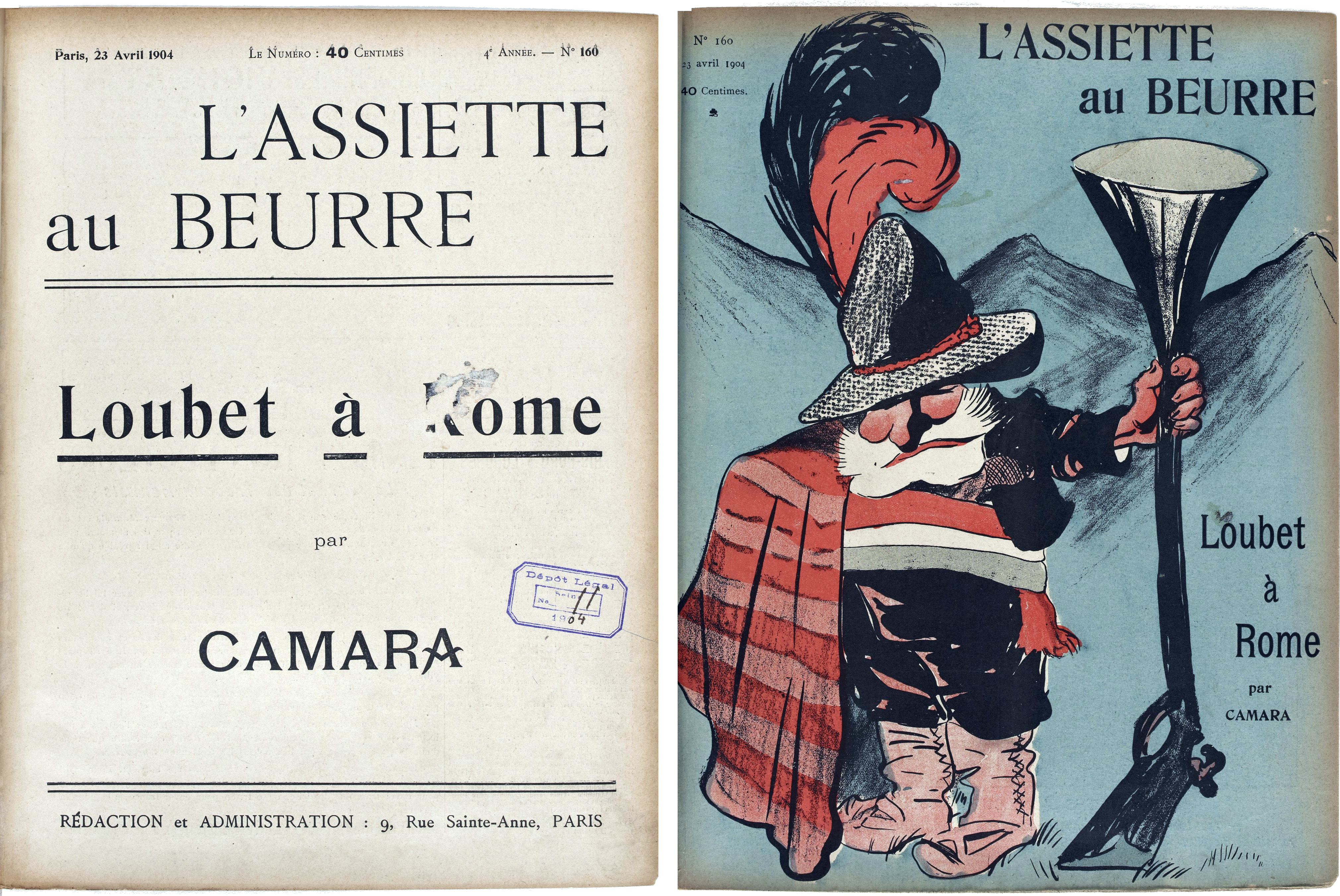
« Fausse » et « vraie » couverture, illustrée par Camara, du no 160 du 23 avril 1904.

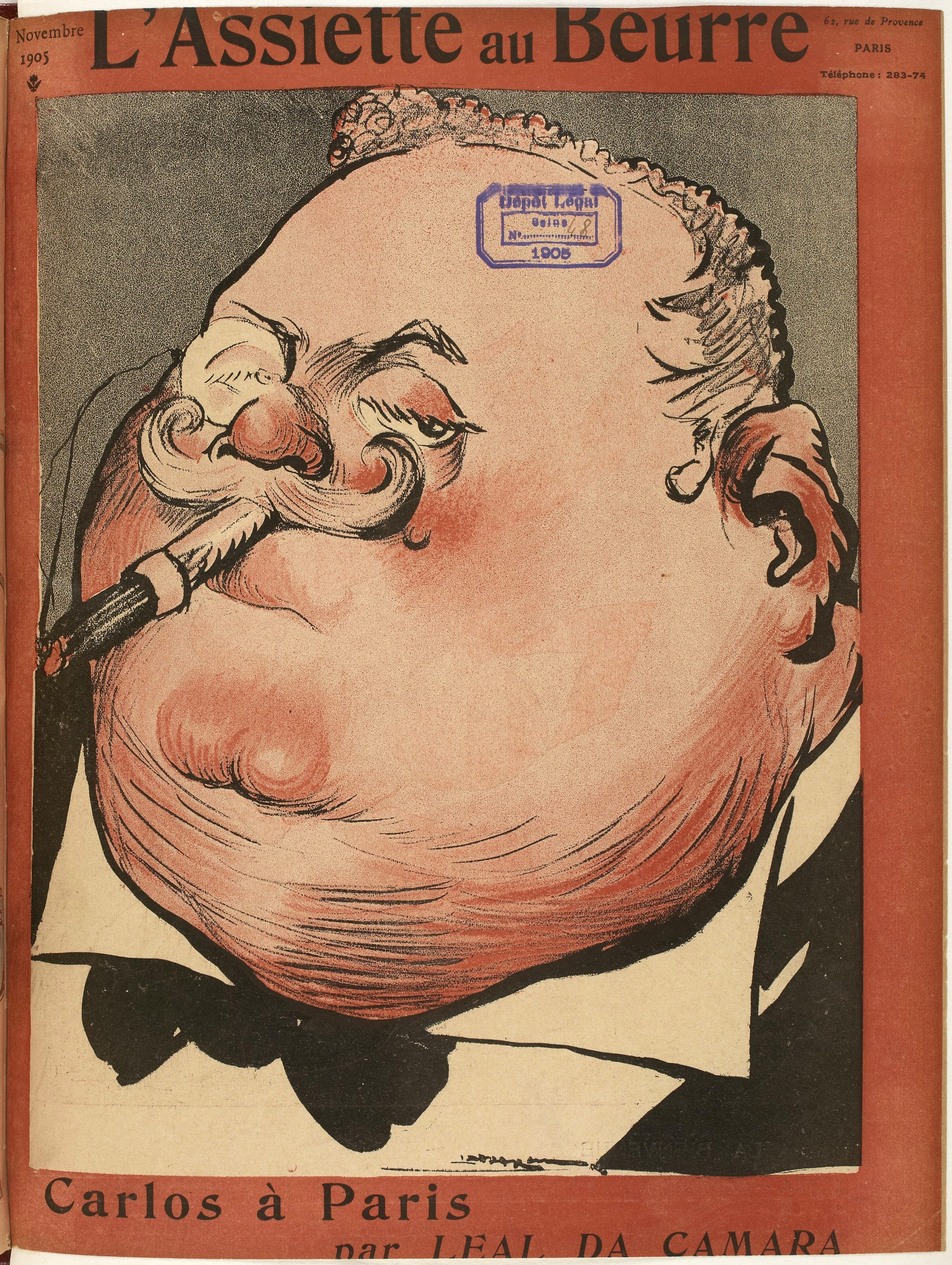
Couverture du no 243 du 25 novembre 1905 illustrée par Camara.

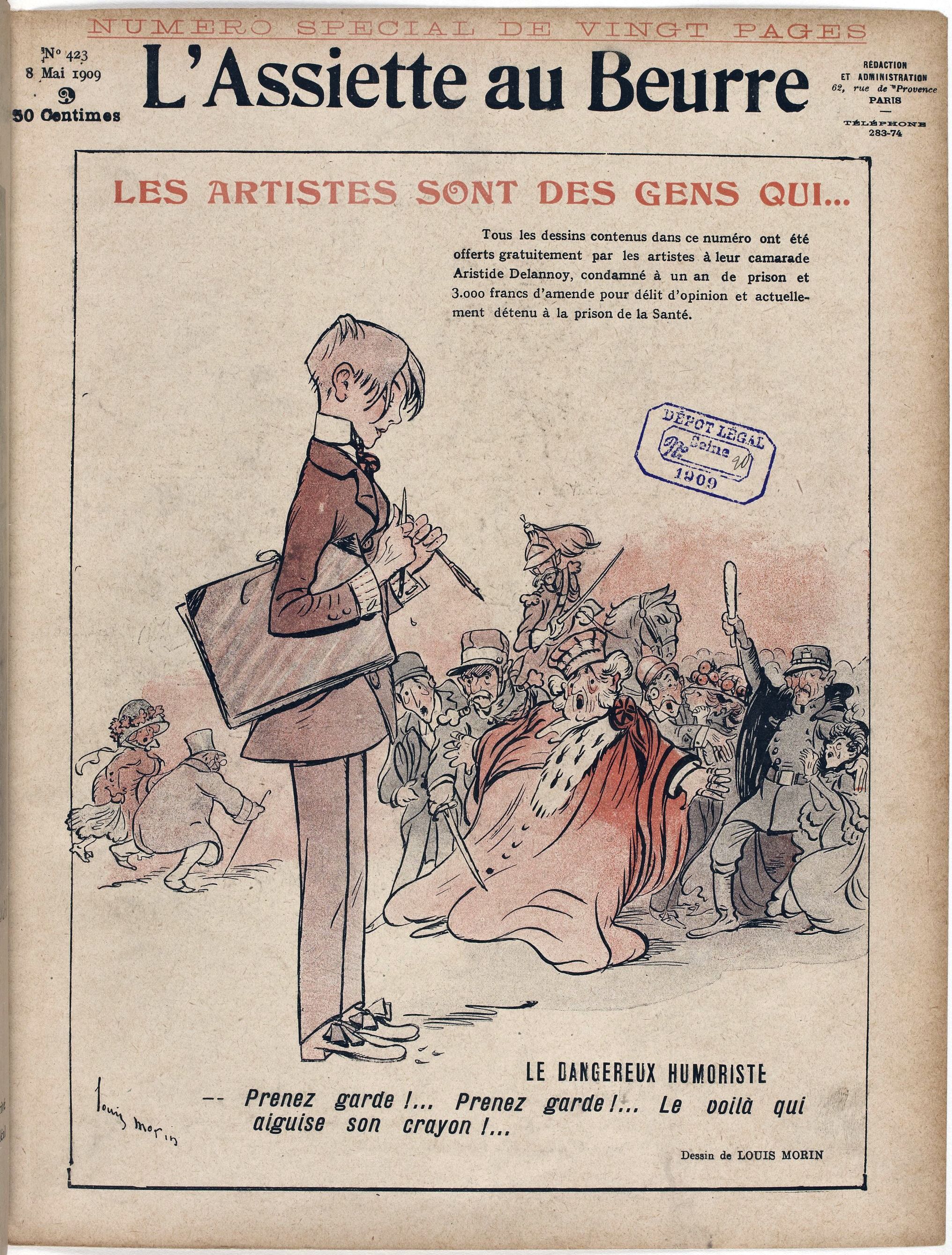
Couverture du no 423 du 8 mai 1909.

Les relations de L'Assiette au beurre et du pouvoir s'inscrivent dans le contexte des lois sur la presse existant à la Belle Époque. Si la loi du 29 juillet 1881 sur la liberté de la presse définit un cadre libéral, ce dernier donne à craindre un  « déferlement d'images obscènes », qui est notamment limité par la « loi scélérate » du 16 mars 1893, rendant le tribunal correctionnel compétent en matière d'offense ou de « provocation » envers les chefs d'état étrangers, puis par la loi du 16 mars 1898 contre la « licence des rues », passée à l'initiative du sénateur René Bérenger, en vertu de laquelle « Les journaux satiriques sont visés à double titre : d’abord parce que les bandeaux d’abonnement ne couvrent pas l’ensemble des couvertures, et ensuite parce qu’ils accueillent une publicité abondante pour [d]es produits illicites ».
Dans ce contexte, aucun numéro de L'Assiette au beurre n'a été interdit de publication, ni dû subir de procès pour raisons de politique intérieure,. En revanche, certains numéros sont interdits de vente dans la rue, leurs dessins ayant mis le gouvernement français en émoi sur le plan diplomatique, lorsqu'ils visent la personnalité des souverains britannique, russe, portugais ou espagnol, quatre alliés de la France. En particulier, le numéro du 28 septembre 1901 sur les « camps de reconcentration du Transvaal » qui vise explicitement l'attitude de l'armée britannique à l'égard des populations boers. Dans ce numéro au très grand succès et plusieurs fois réimprimé, on trouve, en dernière page, un dessin intitulé « L'impudique Albion », montrant « Britannia » jupes relevées, le visage du roi Édouard VII à la place des fesses. L'affaire traîna jusqu'en 1904, et Schwarz fut obligé de le réimprimer en mettant à couvert lesdites fesses. Les numéros 65 et 92, qui visent également les Anglais, font aussi l'objet d'une interdiction de vente dans la rue.
Le tsar Nicolas II est systématiquement caricaturé, parfois dans des postures d'une violence assumée, sans doute proportionnelle à celle de la révolution russe de 1905, comme dans « Le Tzar Rouge » (édition du 4 février 1905). Par ordre du préfet de police, Louis Lépine, ce numéro est interdit d'exposition au public. Dans un article anonyme intitulé « La liberté de la presse », publié le 11 mars 1905, L'Assiette au beurre ironise sur l'hypocrisie consistant à en autoriser la vente mais à en interdire l'affichage « aux tenancières des kiosques », feint de s'étonner que cela puisse être jugé subversif de représenter Nicolas II « avec une légère éclaboussure de sang, alors qu'il eût été parfaitement légitime de le faire patauger dans une mare rouge » et assure le lecteur que « l'étouffement n'a pas réussi. Le numéro de L'Assiette au beurre s'est vendu et se vend toujours, car nos machines n'ont pas cessé de le tirer depuis quinze jours, et elles le tirent encore ».
Charles 1er, roi du Portugal, en visite à Paris fin novembre 1905, fait également l'objet d'un portrait-charge de Camara sur la couverture de l'édition du 25 novembre 1905, dont la violence suscite l'émotion du gouvernement. Le préfet Louis Lépine en fait également interdire l'affichage. « Sous quel prétexte ? », feint de s'étonner L'Assiette dans son supplément : « Les marchandes que nous avons interrogées supposent — car on ne s'est pas donné la peine de leur fournir des explications — que M. Lépine n'a pas trouvé assez « joli » ni assez flatteur pour notre hôte le portrait-charge qui figurait sur la première page de L'Assiette au beurre ».
Nonobstant ces incidents diplomatiques, Michel et Élisabeth Dixmier estiment que le pouvoir fait preuve à l'égard de L'Assiette au beurre d'une relative indifférence entre 1901 et 1906. Les raisons en sont, selon eux de deux ordres. D'une part, le magazine ne défend aucun parti et ne parle pour aucun candidat et, d'autre part, il s'adresse à des lecteurs bourgeois cultivés : une élite d'environ 50 000 personnes, ce qui n'en fait pas un média de masse à potentiel subversif,.
En février 1906, le sénateur René Bérenger, surnommé « Père la Pudeur », rédige une proposition de loi, visant la prostitution des mineurs, qui cache en réalité une mise en application du principe de « l'atteinte aux bonnes mœurs » sans que celles-ci ne puissent être définies autrement que par des mots comme pornographie, obscénité, etc. Ce flou juridique permet, jusqu’à son adoption avec modifications par la Chambre des députés en avril 1908, de mettre L'Assiette au beurre sous la menace de sanctions policières. Dès lors le magazine se retrouve frappé d'interdiction de publicité dans les gares, mais souvent du seul fait des kiosquiers eux-mêmes, qui, par excès de zèle, espèrent ainsi « protéger les yeux chastes de certains publics »,. Par ailleurs, Clemenceau, alors ministre de l'Intérieur, poursuit, pour délits de presse, quelques collaborateurs de L'Assiette au beurre mais jamais directement le magazine,. Tel est notamment le cas d'Aristide Delannoy et de Jules Grandjouan, deux dessinateurs habituels de L'Assiette au beurre, condamnés pour des dessins qu'ils avaient au demeurant publiés dans d'autres périodiques.
Après juin 1907, il apparaît que le magazine cesse toute forme de promotion d'une « plus grande liberté de la presse ».

### Publicité et promotion

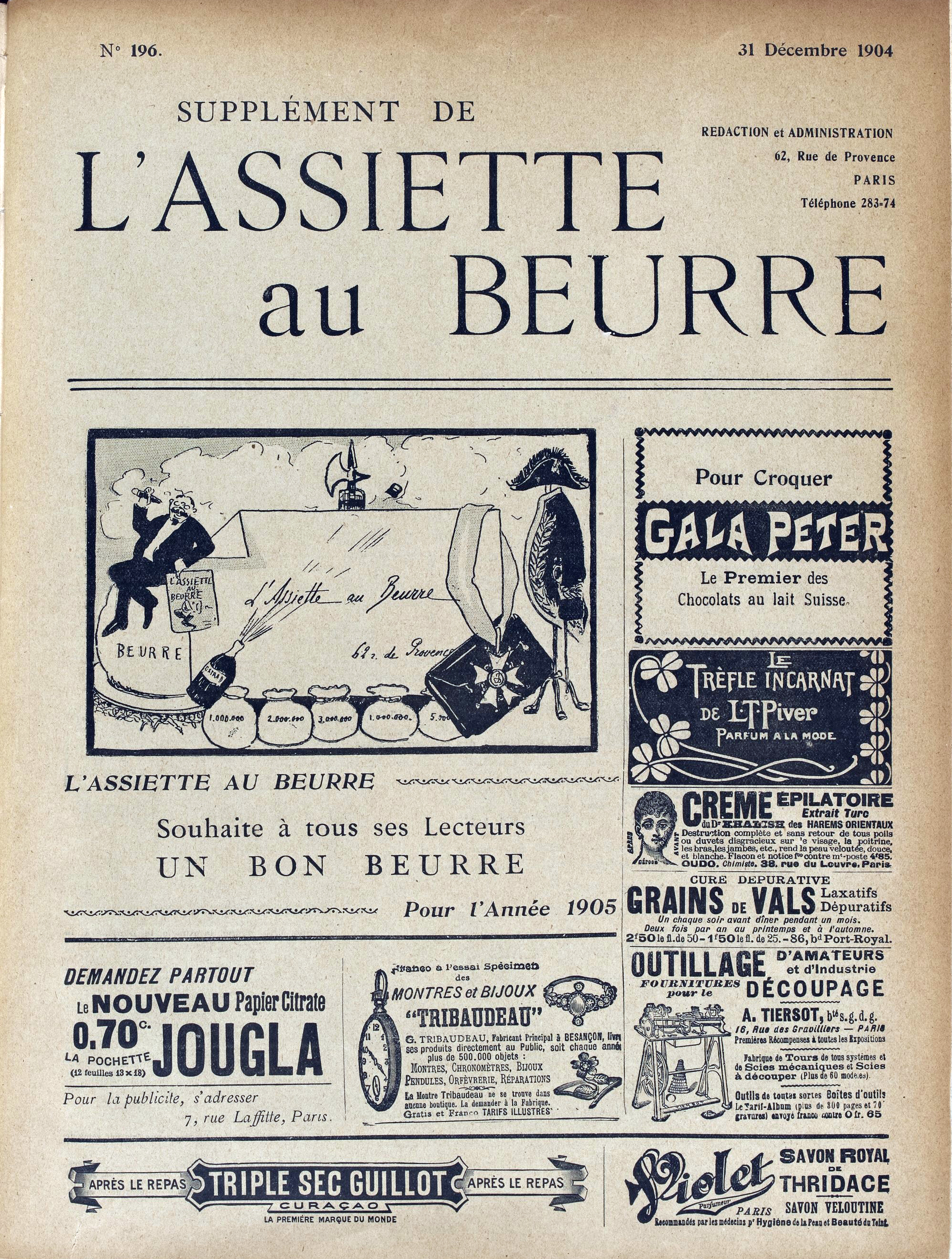
Supplément publicitaire, 31 décembre 1904.

Jusqu'à la fin de l'année 1911, la publicité est rarement intégrée dans la composition des pages de L'Assiette. Elle est proposée sous la forme d'encarts glissés ou de suppléments facilement détachables, non par hostilité de principe, mais plutôt par souci de cohérence avec le positionnement du titre comme un journal d'art social dont la collection « est rendue plus précieuse par l'absence de toute réclame ».
Durant les années Schwarz (avril 1901 - août 1903), les produits vantés sont liés aux productions du groupe de presse (autres publications périodiques, livres reliés) assorties de promesses de cadeaux parfois invraisemblables (maison à la campagne, etc.), puis pour des produits dérivés (cartes postales, almanachs, calendriers). On trouve des réclames pour des produits pharmaceutiques, des boissons alcoolisées. La période Joncières comporte beaucoup moins de publicité, sauf pour les 35 derniers numéros, deux à trois pages et demie d'annonces étant directement brochées au cahier — au lieu d'un encart jeté. Les échanges publicitaires proprement dits sont rares : on note que le magazine allemand Jugend et La Petite République y ont recours mais à titre exceptionnel.
Le dépouillement des publicités, qui concernent principalement des produits de luxe ou de semi-luxe, des objets de loisir et des services financiers et immobiliers, indique, en toute cohérence avec le prix élevé du numéro, que L'Assiette vise plutôt une clientèle aisée,.

### Héritage

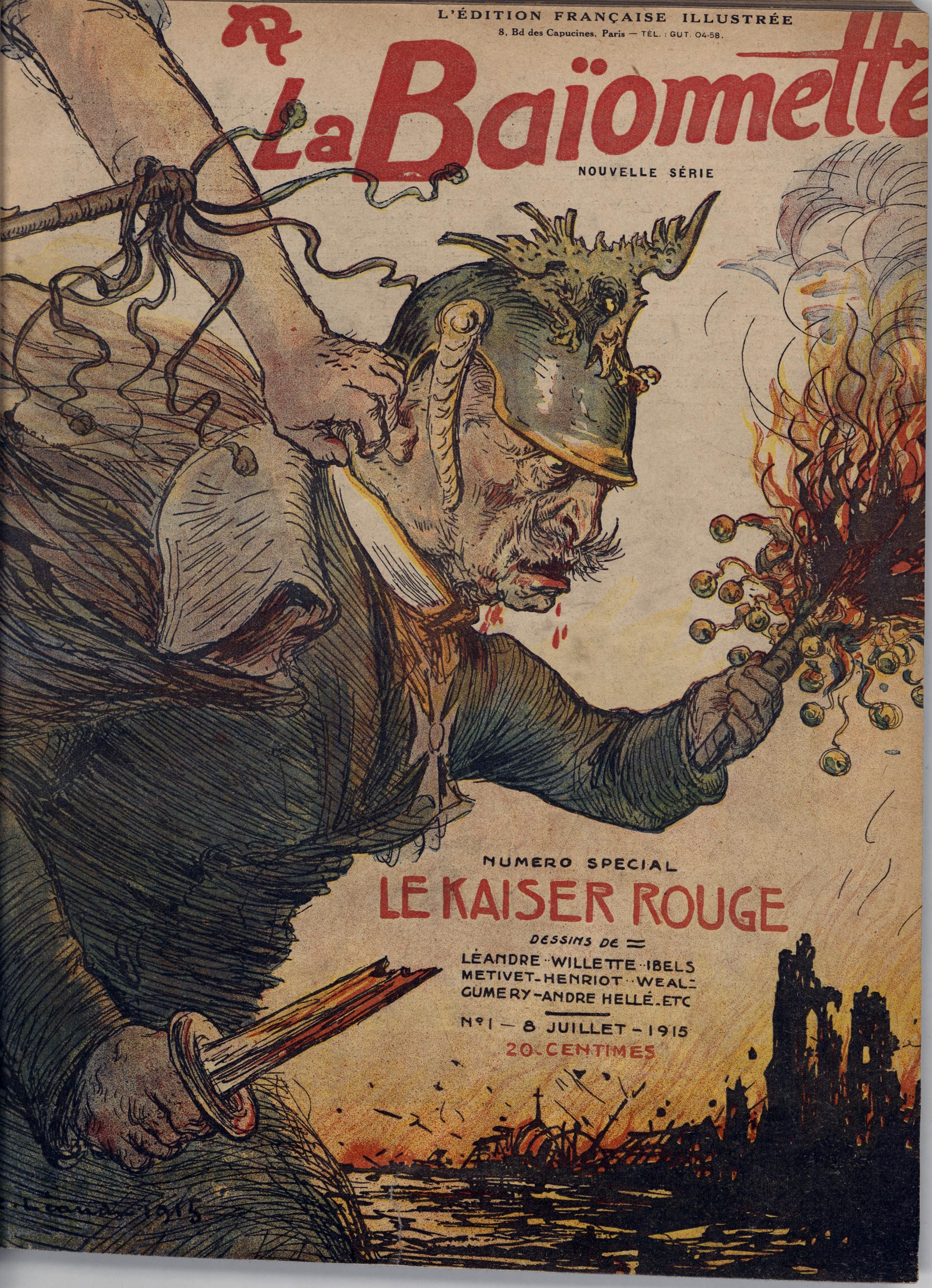
Premier numéro de La Baïonnette (1915). Couverture illustrée par Charles Léandre.

Durant la Première Guerre mondiale, la revue La Baïonnette, dont le ton et le format s'inscrivent dans la lignée de L'Assiette au beurre publiera des caricatures de plusieurs collaborateurs réguliers de cette dernière, tels Leonetto Cappiello, Paul Iribe, Auguste Roubille et Adolphe Willette,. Aux États-Unis, The Masses (1911-1917), revue de la gauche radicale fondée par l'anarcho-syndicaliste Piet Vlag, proche de Guilbeaux, assume cet héritage, et l'on trouve même dans les premiers numéros des dessins repris de l'année 1912. Dans les années 1920, La Charrette charrie lancée à Paris en juin 1922 s'affirme l'héritière de la revue,. Eugène Merle, son fondateur, tente ensuite d'en faire un supplément pour Le Merle blanc. Dans les années 1930, Le Crapouillot revendique cette filiation en réutilisant de nombreux dessins à travers des « dossiers spéciaux »,.
À compter de mai 1968, d'anciens dessins signés principalement par Jossot, Poulbot, Delannoy, Grandjouan, sont repris par des journaux comme L'Enragé (1968), L'Idiot international (1970), Libération (1973-1974).
Plusieurs auteurs incluent l’Assiette au beurre dans la liste des publications satiriques qui ont précédé ou inspiré Hara Kiri (1960) puis Charlie Hebdo (1970),. Pour l'historien Stéphane Mazurier, « le premier et véritable modèle pour Charlie Hebdo est L'Assiette au beurre », eu égard à ce que Michel Dixmier appelle la « symbiose entre violence du message et violence graphique ». Selon Michel Ragon, « de L'Assiette au beurre à Hara-Kiri et à Charlie hebdo, l'esprit est le même, superbement retrouvé après un entracte plutôt fade d'une cinquantaine d'années ». Cette filiation est revendiquée par les dessinateurs Georges Wolinski et Cabu, quand bien même ce dernier note que « du temps de L’Assiette au beurre, la majorité était de droite. Ils étaient anti-dreyfusards, antisémites, comme Caran d’ache, Léandre, mais ils étaient de très bons dessinateurs ». Cependant, le cofondateur de Hara Kiri, François Cavanna, nie l'influence qu'aurait pu exercer sur celui-ci L'Assiette au beurre, qu'il considère comme un « magazine de la fin de l’autre siècle » dont « le graphisme prestigieux illustrait des idées d’une platitude de discours électoral » et dont il souligne le caractère de « dessin unique » des caricatures qu'elle publiait.